# Segunda guerra sino-japonesa
La segunda guerra sino-japonesa o segunda guerra chino-japonesa (中国抗日战争 en chino, 日中戦争 en japonés) fue un conflicto militar entre la República de China y el Imperio de Japón que se libró entre el 7 de julio de 1937 y el 9 de septiembre de 1945, en el marco de la Segunda Guerra Mundial. Comenzó cuando el ejército japonés, que ya había invadido Corea y Manchuria (véase Manchukuo) desde 1931, inició la invasión del norte y el este de China. China luchó con el apoyo económico de la Unión Soviética y los Estados Unidos contra Japón, cuyo apoyo económico venía de la Alemania nazi. Después del ataque japonés a Pearl Harbor en 1941, la guerra se fundió en el gran conflicto de la Segunda Guerra Mundial como un frente importante de lo que se conoce como la guerra del Pacífico, donde a menudo se la considera también, como el comienzo de la Segunda Guerra Mundial en Asia. La segunda guerra sino-japonesa fue la mayor de Asia en el siglo XX y donde causó más del 90 % de las víctimas de la guerra del Pacífico, por lo que ha sido descrita como El Holocausto Asiático, en referencia a la magnitud de los crímenes de guerra japoneses, efectuados contra los civiles chinos. Se calcula que unos veinte millones de personas, la inmensa mayoría civiles, perdieron la vida en ella. La invasión concluyó con la rendición de Japón el 9 de septiembre de 1945. Se la conoce en China como La Guerra de Resistencia contra la Agresión Japonesa.
La guerra fue el resultado de las consecuencias de la primera guerra sino-japonesa de 1894-1895, así como de una política imperialista japonesa que se extendió durante décadas destinada a ampliar su influencia política y militar con el fin de garantizar el acceso a las reservas de materias primas y otros recursos económicos de la zona, en particular los alimentos y el trabajo, y comprometer la guerra con otros en un contexto de política del militarismo agresivo modernizado en la región Asia-Pacífico, particularmente con la Asociación de Apoyo al Régimen Imperial del gabinete de Hideki Tōjō y con el orden del emperador Shōwa. Antes de 1937, China y Japón lucharon en conflictos menores, localizados, los llamados «incidentes». En 1931, el incidente de Mukden precipitó la invasión japonesa de Manchuria por el Ejército de Kwantung japonés. El último de estos incidentes fue el incidente del Puente de Marco Polo de 1937, que marcó el comienzo de la guerra total entre los dos países.
La invasión japonesa de 1937 tenía como objetivo la conquista de la capital china, Nankín, y la expulsión de los nacionalistas de la región del bajo Yangtsé, la más desarrollada del país. Como la conquista y devastación de la capital no bastó para obligar al Gobierno chino a rendirse, la guerra prosiguió, primero en torno a la nueva capital china de Wuhan (Batalla de Wuhan) y luego en los principales enclaves costeros del país y en algunas regiones rurales, donde habían aparecido guerrillas, principalmente comunistas. Durante los primeros meses de la guerra, el avance japonés fue casi imparable: para finales de 1937, se habían apoderado de Pekín, Tianjin, Nankín, Shanghái, Qingdao, Taiyuan, Cantón, de Chahar y Suiyuan y de gran parte del norte de China.
A principios de 1938, la suerte de los combates pareció favorecer a los chinos, con la victoria de Li Zongren en Taierzhuang y la denodada resistencia de la nueva capital, Wuhan, pero para el otoño los chinos habían perdido esta, así como las provincias de Anhui y Jiangxi. A finales de año, el frente se estabilizó hasta el último gran avance japonés de 1944, que tuvo lugar durante la Operación Ichi-Go, que permitió a los nipones unir los territorios que dominaban en el norte y en el sur del país. Japón controlaba las ciudades más importantes del país —concentradas en el centro y este del territorio— y las principales vías de comunicación —fundamentalmente, líneas férreas—.
A partir de 1941, los japoneses comenzaron a eliminar núcleos de resistencia en el campo, pero nunca llegaron a someterlo y tuvieron que contentarse con realizar sucesivas campañas punitivas. El millón de soldados japoneses consiguió sojuzgar las ciudades y líneas de comunicaciones más destacadas, pero no dominar el campo ni alcanzar la zona suroeste donde se había refugiado el Gobierno chino.
Inicialmente los japoneses lograron victorias importantes, como en Shanghái, y para finales de 1937 capturaron la capital china de Nankín. Después de no poder detener a los japoneses en Wuhan, el gobierno central de China se trasladó a Chongqing, en el interior del país. En 1939, tras las victorias chinas en Changsha y Guangxi, y con líneas de comunicaciones demasiado estiradas en los profundos territorios del interior de China, la guerra llegó a un punto muerto. Los japoneses también fueron incapaces de derrotar a las fuerzas comunistas chinas en Shaanxi, que siguieron realizando operaciones de sabotaje contra los japoneses utilizando tácticas de guerra de guerrillas.
El 7 de diciembre de 1941, los japoneses atacaron Pearl Harbor y, al día siguiente (8 de diciembre de 1941), los Estados Unidos declararon la guerra a Japón. Estados Unidos comenzó a apoyar a China a través del envío de ayudas aéreas sobre el Himalaya después de la derrota de los Aliados en Birmania, que cerró la carretera de Birmania. En 1944 Japón lanzó una invasión masiva y conquistó Henan y Changsha. Sin embargo, esto no fue suficiente para obtener la rendición de las fuerzas chinas. A pesar de seguir ocupando territorio chino, Japón finalmente se rindió el 2 de septiembre de 1945 a las fuerzas aliadas después de los bombardeos atómicos de Hiroshima y Nagasaki y la invasión soviética de Manchuria. El resto de las tropas de ocupación japonesas en China (con exclusión de Manchuria) fueron entregadas formalmente el 9 de septiembre de 1945, estableciéndose un Tribunal Penal Militar Internacional para el Lejano Oriente, que se reunió el 29 de abril de 1946. Como resultado de la Conferencia de El Cairo, celebrada del 22 al 26 de noviembre de 1943, los Aliados de la Segunda Guerra Mundial decidieron frenar y castigar la agresión de Japón mediante la restauración de todos los territorios que Japón se anexó en China, incluyendo Manchuria, Formosa y las islas Pescadores, a la República de China, y de expulsar a Japón de la península de Corea.

## Denominación
En chino, esta guerra se conoce como Guerra de Resistencia del Pueblo Chino contra la Agresión Japonesa (en chino tradicional, 中國人民抗日戰爭; en chino simplificado, 中国人民抗日战争; pinyin, Zhōngguó Rénmín Kàng Rì Zhànzhēng) o guerra de Resistencia (抗戰, 抗战, Kàngzhàn).

## Antecedentes
La segunda guerra sino-japonesa supuso la culminación de la tensión creciente entre China y Japón, que se remontaba a la anterior guerra entre los dos países. Tras la primera guerra sino-japonesa, Japón había incorporado ya Taiwán a su territorio, y los planes expansionistas de este país continuarían durante el principio del siglo XX. Al final de la Primera Guerra Mundial, el Tratado de Versalles (1919) había concedido a Japón numerosos privilegios comerciales en China, que causaron un gran resentimiento entre la población china y que desembocó en las protestas populares del Movimiento del Cuatro de Mayo en ese día del año 1919.
En 1931, Japón sufría la mengua de exportaciones por la disminución del comercio en la Gran Depresión y las medidas proteccionistas que las potencias pusieron en marcha para tratar de paliarla. Los mandos del Ejército de Kwantung, que protegía el ferrocarril del Sur de Manchuria, decidieron ocupar esta, con la esperanza de que la región sirviese como fuente de alimentos y materias primas y como mercado de los productos japoneses. El mando militar creía que la invasión permitiría alcanzar la autarquía que consideraba necesaria para la futura guerra con las potencias occidentales que estaba convencido estallaría.
En febrero de 1932, Japón establecía el Estado títere de Manchukuo en Manchuria, ante la impotencia de la República de China, gobernada por el partido nacionalista Kuomintang (KMT), que parecía incapaz de garantizar la integridad territorial del país. Al otorgar un papel fundamental a Manchuria en la supervivencia del imperio, los militares japoneses lo hicieron también a su defensa, lo que finalmente les llevó a extender la guerra a China y a chocar con la URSS.
Tras conquistar Manchuria, el Ejército de Kwantung emprendió la erección de una barrera de Estados títeres a lo largo de la frontera mongola para protegerla del comunismo soviético, que se presentaba como una amenaza. La iniciativa en los proyectos de expansión territorial no provino del Gobierno ni del alto mando nipones, sino principalmente del mando de las unidades destacadas en China, si bien a menudo estos contaron con el apoyo posterior de ambos. Las metas de los mandos japoneses coincidían además con los planes gubernamentales de dominio de China trazados a comienzos de la década de 1930.

## Primeros combates

### Estallido de la guerra

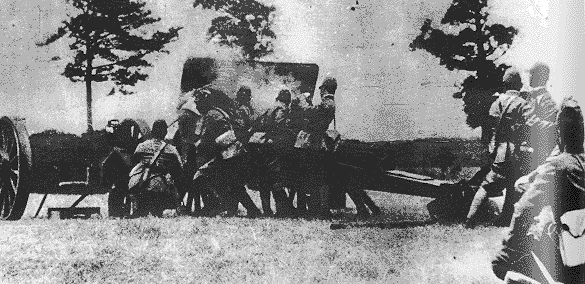
Bombardeo japonés de la localidad de Wanping, cerca a Pekín, durante el incidente del Puente de Marco Polo, que marcó el comienzo.

Esta tensión creciente se convertiría en una guerra abierta —pero no declarada— el 7 de julio de 1937, tras el incidente del Puente de Marco Polo, cuando tropas japonesas estacionadas en Pekín se enfrentaron al Ejército de la República de China en las cercanías del puente, unos quince kilómetros al oeste de Pekín. Esta batalla comenzó porque las tropas japonesas creían erróneamente que uno de sus hombres había sido hecho prisionero por los chinos. Japón exigió disculpas formales a China, lo cual fue rechazado por el hombre fuerte de China en aquellos momentos, el generalísimo Chiang Kai-shek, quien ordenó al Ejército luchar contra los japoneses en el norte y el 14 de agosto mandó a la fuerza aérea del Ejército chino a bombardear los barcos de la Marina japonesa anclados frente a las costas de Shanghái. El asalto chino por tierra alcanzó los muelles japoneses de la metrópolis, pero entonces quedó detenido. La contienda que había estallado entre China y Japón supuso en realidad el comienzo de la Segunda Guerra Mundial en Asia. Por entonces, ni el alto mando japonés ni el chino creían que el choque cerca de Pekín degeneraría en una guerra de ocho años de duración. Los dos países habían emprendido algunos años antes programas de rearme y no deseaban aún que estallase una contienda, pero se negaron a ceder ante el adversario para evitar que los combates se extendiesen. Ante esta situación, los combates pronto se extendieron.
A finales de julio, los japoneses habían expulsado ya a las tropas enemigas de Pekín y Tianjin y habían empezado a enviar doscientos mil soldados más al norte de China. Por entonces, el plan japonés no iba mucho más allá de tratar de aniquilar los ejércitos chinos en esta región. Para sostener a las tropas de los caciques militares de la zona, Chiang Kai-shek envió al norte aparte de sus mejores unidades, adiestradas y armadas por Alemania, al tiempo que creaba un segundo frente en Shanghái y reunía fuerzas también en el importante nudo de comunicaciones de Xuzhou, por entonces fuera del alcance de las fuerzas navales y aéreas enemigas.

### Debilidades de los dos bandos y características de la guerra
Los dos bandos carecían de una estrategia clara para obtener la victoria. China padecía los efectos del llamado Siglo de la humillación (1839-1949) y estaba fracturada en varias zonas bajo control de distintos poderes internos y de tipo colonial, amén de estar afectada por una guerra civil entre comunistas y nacionalistas, que aunque depusieron sus hostilidades para enfrentar al enemigo común, se mantuvieron como fuerzas separadas. El Kuomintang (Partido Nacionalista), que controlaba la mayor parte de China y dirigió las operaciones militares, sabía que se enfrentaba a un ejército superior y no tenía el poderío suficiente para expulsar a los japoneses del país. Estaba dispuesto a ceder terreno para alargar el conflicto y esperaba que en algún momento los japoneses tuviesen que combatir también a los soviéticos. Fundamentalmente, planteaba una guerra de desgaste del ejército nipón, confiando que finalmente este tuviese que guerrear también con otras potencias. Los japoneses tampoco contaban con un plan claro para alcanzar la victoria; tenían la esperanza de que los chinos acabasen rindiéndose, pero no podían imponer la victoria militar en la contienda. Aunque a menudo lograban vencer a los ejércitos chinos, rara vez lograban aniquilarlos. La capacidad china para zafarse de las maniobras de embolsamiento niponas hizo de la guerra una continua persecución, y multiplicó las peticiones de los mandos de las unidades al Estado Mayor imperial para avanzar en tierra cada vez más adentro.
En la guerra disputaron fundamentalmente las fuerzas terrestres. El papel de la fuerza aérea y naval fue secundario, aunque, en el caso de Japón, la Marina sí tuviese un papel destacado, si bien no principal, en los primeros tres años del conflicto.

### Avances japoneses en el norte

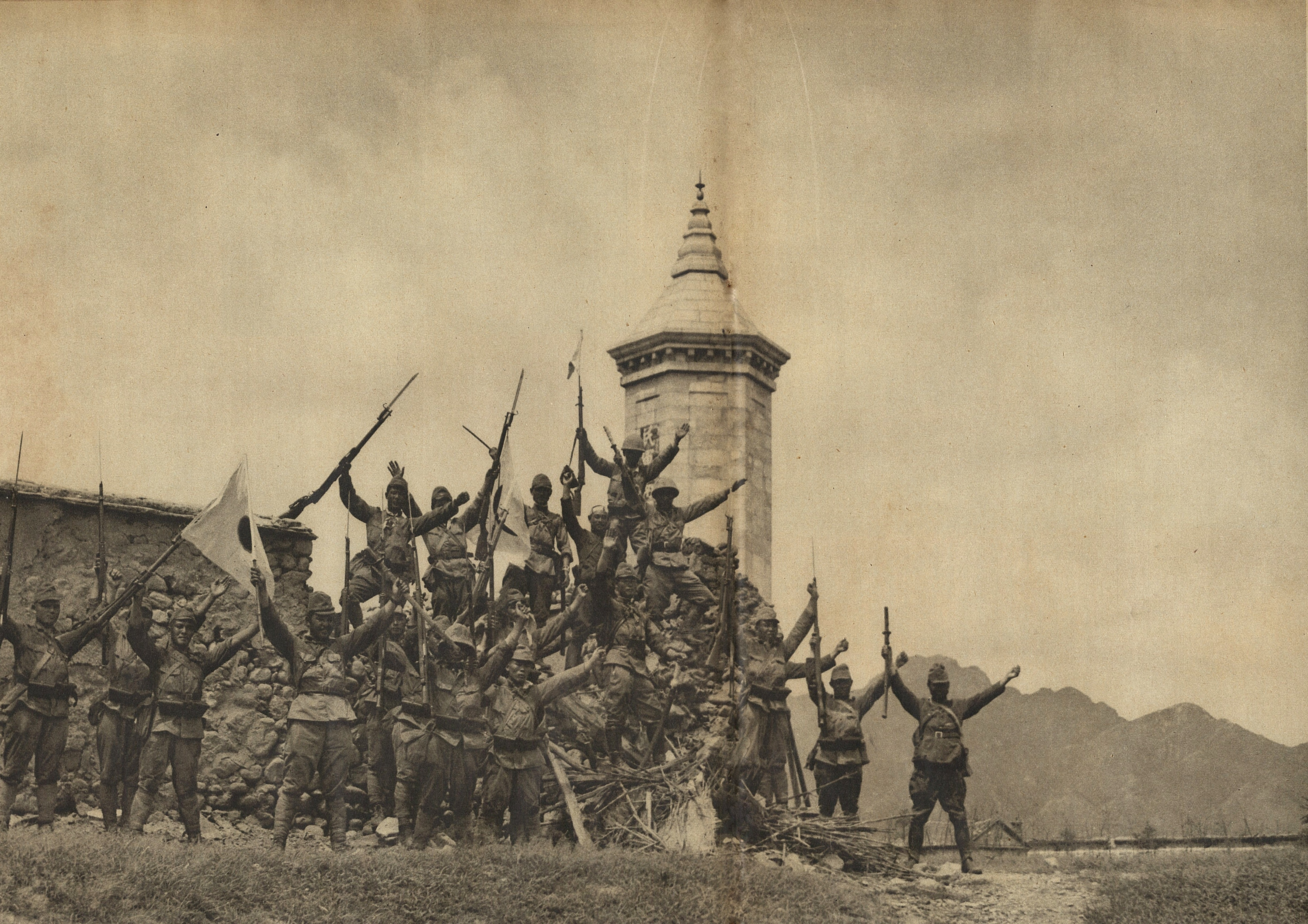
Alborozadas tropas japonesas cerca de Pekín, a finales del verano de 1937.

Pocos días antes del estallido de los combates en Shanghái se habían extendido los choques en el norte: el 9 de agosto las unidades japonesas habían recibido orden de eliminar a las chinas que habían avanzado en Chahar y amenazaban la retaguardia del Ejército de China Septentrional, responsable de la zona al sur de Manchukuo. Mientras, el Ejército de Kwantung avanzó desde Manchukuo y tomó Zhangbei, al sur. Entre finales de agosto y mediados de octubre, unidades del Ejército de Kwantung al mando del teniente general Hideki Tōjō continuaron avanzando por la provincia de Chahar siguiendo el ferrocarril Pekín-Suiyuan. El avance japonés solo afrontó cierta resistencia en las montañas, a mediados de septiembre, que finalmente superó pese a las pérdidas sufridas. En Chahar y Suiyuan, los japoneses crearon el Gobierno Autónomo de Mongolia, que contó con el respaldo de los jefes feudales mongoles. Para finales de agosto, los nipones controlaban ya Pekín, Tianjin y gran parte del norte de China. Ese mismo mes ocuparon el puerto de Qingdao, en Shandong, cuyo gobernador, preocupado por conservar sus fuerzas que eran la razón de su poder, no opuso resistencia.
En la región de Pekín-Tianjin, se formó a finales de agosto un nuevo cuerpo de ejército con dos ejércitos, en total cerca de cien mil hombres en ocho divisiones, que avanzó a lo largo de las líneas férreas Pekín-Tianjin y Pekín-Pukou, rodeando ambos flancos de Baoding. El objetivo nipón era el embolsamiento y destrucción de las unidades enemigas al norte del río Hutuo. Tras derrotar a un ejército chino cuatro veces más numeroso, pero poco cohesionado y mal armado, tomó la ciudad el 24 de septiembre. Los ejércitos chinos, sin embargo, no fueron aniquilados y pudieron replegarse. A comienzos de octubre y gracias a los continuos avances, el mando local comenzó a planear la persecución de las fuerzas chinas hasta Nankín y Wuhan. El objetivo de la invasión japonesa era ya tomar la capital china y expulsar a los nacionalistas de la zona del bajo Yangtsé, núcleo de su gobierno y la región más desarrollada económicamente de todo el país.

### Conquista japonesa de Shanxi
En el oeste, también continuaron los avances japoneses; estos capturaron Taiyuan, la capital de Shanxi, el 9 de octubre de 1937. Yan Xishan, el gobernador provincial, tampoco resistió apenas el empuje nipón, como había sucedido en Shandong. La resistencia principal china se dio en Xinkou. En el avance hacia el sur, tras un breve respiro, el 2.º Ejército tomó Jinan el 26 de diciembre. A finales de año, el frente se extendía desde el norte de la provincia de Shanxi al oeste hasta las orillas del Yangtsé más al este. En Shanxi se hallaban importantes minas de hierro y carbón, cuyo control era uno de los objetivos del ejército japonés. En los primeros meses de la guerra, el avance japonés en el norte de China parecía casi un paseo militar. Para finales de noviembre, gran parte del territorio chino al norte del Yangtsé estaba en poder de los japoneses.

### Denodados combates por Shanghái

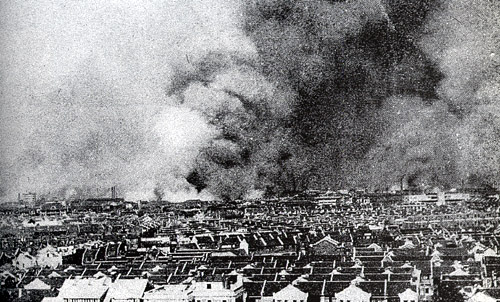
Zhabei en llamas, durante la batalla de Shanghái.

Desde mediados de agosto, se combatía en un segundo frente: el de Shanghái. Para evitar la ira de las potencias, a las que ninguno de los dos bandos deseaba enojar, los encarnizados choques se libraron fuera de la ciudad, lejos de la concesión internacional y la concesión francesa. Pese a enviar cinco divisiones para tomar las fortificaciones chinas, los japoneses apenas consiguieron avanzar y sufrieron copiosas pérdidas. A mediados de septiembre, este frente estaba casi fijo. En octubre los vanos intentos japoneses de arrebatar a los chinos sus posiciones fortificadas les costaron veinticinco mil bajas, aunque el enemigo también tuvo grandes pérdidas. Los dos bandos despacharon más unidades a Shanghái, sin lograr imponerse en la cruenta batalla.
Los japoneses quebraron por fin las defensas chinas a principios de noviembre. Un desembarco nipón al sur de Shanghái puso en peligro a los restos de las unidades chinas, que acabaron por retirarse. La durísima batalla de Shanghái se cobró cuarenta mil bajas japoneses y probablemente unas doscientas mil chinas.

### Aislamiento del Gobierno chino
Chiang estaba convencido de la imposibilidad de derrotar por sí solo a Japón, pero contaba con ganar la guerra si se cumplían tres condiciones: que China pudiese continuar su resistencia ante el avance japonés, que las potencias (especialmente la URSS) interviniesen contra Japón y si este se avenía a pactar. Chiang confiaba en poder lograr que la URSS atacase Japón, con el que mantenía malas relaciones por la rivalidad mutua en el norte de China y Manchuria. En noviembre de 1937 se envió una delegación secretamente a la URSS, con la que había firmado un tratado de no agresión en agosto (21 de agosto de 1937), a solicitar su ayuda. Anteriormente, a finales de julio, el Gobierno chino había tratado de lograr el apoyo de las potencias, alegando la infracción japonesa del Tratado de las Nueve Potencias. Estas se reunieron del 3 al 24 de noviembre de 1937 en Bruselas, pero no adoptaron las sanciones económicas ni aprobaron la ayuda militar y financiera que esperaba el Gobierno de Nankín. Los Estados Unidos y Japón se opusieron a las medidas contra Japón defendidas por la URSS, que acabó retirándose de la conferencia, para disgusto de Nankín. La pasividad occidental hizo a Chiang más dependiente de la URSS. Durante el primer año y medio de guerra Chiang trató de convencer a Stalin para que atacase Japón, sin éxito, aunque este no se negase nunca rotundamente para evitar el fin de la resistencia china y un acuerdo sino-japonés.

### Derrotas chinas en el Yangtsé
La violenta reacción china provocó la movilización del Ejército Imperial Japonés, que en poco tiempo había logrado hacerse con el control de la región de Pekín y Tianjin en el norte, y que luego atacó a la bahía de Hangzhou en el sur.

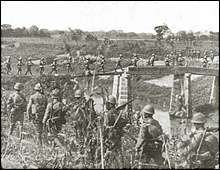
Tropas japonesas a unos veinte kilómetros al norte de Shanghái.

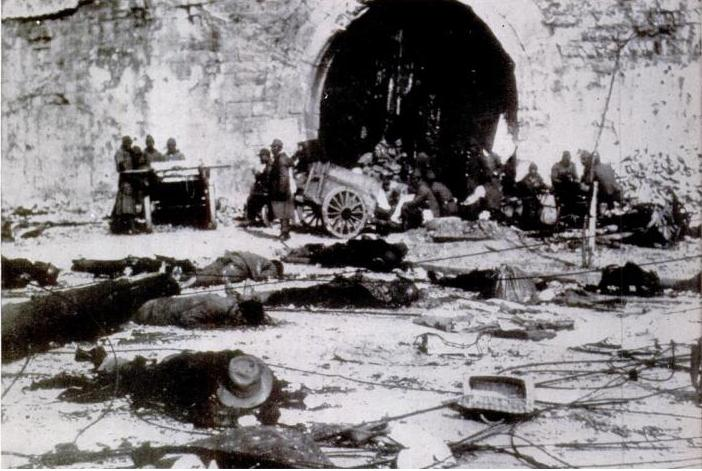
Soldados japoneses junto a una de las puertas de Nankín. Las tropas cometieron una terrible matanza en la capital.

Si hasta el otoño el Gobierno y el alto mando japoneses habían preferido poner fin a los combates mediante un acuerdo con Chiang, a partir de ese momento aceptaron las propuestas de los ejércitos desplegados en China —el Ejército de China Septentrional en el norte y el Ejército de China Central (ECC) en el Yangtsé— para constituir Gobiernos rivales al de aquel y más favorables a los intereses del imperio. El modelo era Manchukuo, un Estado supuestamente independiente, pero ocupado militarmente por Japón. En diciembre los japoneses instauraron un Gobierno títere en Pekín, mientras que oficialmente seguían evitando llamar guerra al conflicto desatado, para evitar que los Estados Unidos cesasen sus importantes exportaciones al imperio, como estaban obligados a hacer con los países beligerantes. Los ataques japoneses, sin embargo, se extendían ya por gran parte del país, concentrados en las zonas urbanas y las líneas férreas y fueron de una gran brutalidad. El mismo día que daba el beneplácito para establecer el nuevo Gobierno pequinés, el 1 de diciembre, el alto mando nipón otorgaba el permiso para que el ECC avanzase contra Nankín. Este esperaba que la conquista de la capital impelería a Chiang a negociar.
En cuanto el Ejército de China Central (ECC) recibió permiso del alto mando para avanzar contra la capital china, estudió sus opciones ante el posible resultado de la batalla: si las fuerzas chinas repelían el inminente ataque, el ECC exigiría la reforma del Gobierno chino, el relevo de Chiang Kai-shek y su sustitución por figuras más dispuestas a firmar la paz; si la acometida acababa con la conquista de la urbe, instauraría un Gobierno favorable a Japón.
Después de la pérdida de Shanghái en noviembre, los mandos militares chinos y sus asesores alemanes se reunieron para sopesar la conveniencia de defender Nankín, en mala situación militar y a apenas trescientos veinte kilómetros de los doscientos cincuenta mil soldados japoneses que acababan de arrebatarles Shanghái. Casi todos abogaron por declarar la capital ciudad abierta, salvo Tang Shengzi, que por ello obtuvo el mando de la defensa con el beneplácito de Chiang Kai-Shek. El avance japonés hacia la ciudad, que hizo uso frecuente de los bombardeos, en ocasiones de objetivos civiles, comenzó oficialmente el 1 de diciembre, si bien ya antes los japoneses se habían apoderado de algunas poblaciones entre Shanghái y Nankín. En menos de un mes, los japoneses llegaron a las puertas de Nankín. La vanguardia nipona alcanzó la capital china el 5 de diciembre y el 9 exigió en vano la rendición de la población. Los cien mil defensores chinos, fundamentalmente tropas de los caciques militares y reclutas bisoños, ya que las unidades que habían sobrevivido a la derrota de Shanghái estaban desbaratadas, solo detuvieron a los japoneses unos días. Las tropas japonesas entraron en Nankín el 13 de diciembre de 1937 desencadenando una campaña de extraordinaria violencia contra la población civil, la llamada masacre de Nankín, en la que murieron miles de personas (el total varía entre quince y trescientas cincuenta mil víctimas, según las fuentes, muy divididas en la valoración). El Gobierno chino, enfrascado en los combates de Shanghái, no había preparado la evacuación de la población ni del armamento de la capital. Los japoneses se apoderaron tanto del arsenal como del material ferroviario de la urbe.
El Gobierno, tras evacuar Nankín, se trasladó a Wuhan el 20 de noviembre, desde donde anunció una nueva estrategia militar: pretendía obtener tiempo para mejorar las defensas chinas a cambio de permitir cierto avance del enemigo. Chiang asumió en la práctica poderes cuasitotales y se concentró a partir de entonces en los asuntos militares. El país quedó dividido para su defensa en cinco regiones militares. Para entonces, las autoridades chinas calculaban que habían perdido medio millón de soldados en los combates a orillas del Yangtsé, y que las víctimas civiles habían sido mucho mayores.
A finales de 1937, los japoneses emprendieron nuevas negociaciones con el Gobierno chino con el embajador alemán como mediador. Pretendían obtener una paz ventajosa lo más pronto posible, que afianzase las victorias militares de los meses anteriores, pero el intentó fracasó, en especial por el endurecimiento de las condiciones que presentaron a los chinos tras la conquista de Nankín. A pesar de las graves derrotas en el bajo Yangtsé y la pérdida de la capital, Chiang Kai-shek reiteró la intención del Gobierno de seguir combatiendo. Desbaratada le negociación, el 16 de enero de 1938 el Gobierno nipón anunció que no trataría más con el chino del Kuomintang, aunque los contactos entre los dos bandos continuaron.
Para entonces, la aviación japonesa había mejorado notablemente y se dedicó a desbaratar las líneas de suministro enemigas y a arrasar sus bases militares, además de machacar las ciudades aún en poder del enemigo con la esperanza, vana, de que el terror de la población hiciese capitular al Gobierno de Chiang. Ni las repetidas victorias japonesas, ni la pérdida de la capital, ni las atrocidades acabaron con la resistencia china. Aunque habían desplegado dieciséis divisiones que encuadraban a seiscientos mil soldados —el tamaño del Ejército imperial en tiempos de paz—, los japoneses no habían conseguido vencer y no había visos de que la guerra acabase pronto. Dado el agotamiento de las unidades destinadas en la China central, el Gobierno de Tokio deseaba detener las ofensivas, reclutar diez nuevas divisiones y dedicarse a la adaptación de la industria para la producción bélica, pero el Ejército de China Septentrional, en mejores condiciones, insistió en continuar las operaciones.

## Avances japoneses en el centro y en el sur: conquista de Wuhan
La invasión japonesa supuso también el final de la persecución a la que el gobierno del Kuomintang (KMT) había sometido al Partido Comunista de China. El estado de crisis nacional forzó la colaboración entre el KMT y el Partido Comunista. Aunque Chiang Kai-shek era al principio reacio a esta colaboración con el Partido Comunista, tuvo que aceptarla a raíz del incidente de Xi'an, cuando el mariscal Zhang Xueliang, militar favorable a una alianza entre el KMT y el Partido Comunista que controlaba la región de Shaanxi, detuvo a Chiang Kai-shek en Xi'an, manteniéndolo prisionero hasta que aceptó el establecimiento de un frente común entre el KMT y los comunistas para defenderse frente a la agresión japonesa.
La invasión japonesa permitió así al Partido Comunista reagruparse en su base norteña de Yan'an, ciudad desde la cual controlaban una parte de Shaanxi y de Mongolia Interior, así como la totalidad de Gansu y Ningxia. Muchos intelectuales afines al Partido Comunista, como la escritora Ding Ling, se unieron a los comunistas en Yan'an, mientras el régimen debilitado de Chiang Kai-shek mantenía un control tenue sobre el sur de China desde la capital provisional de Chonqqing.

### Campaña de Xuzhou: unión de las fuerzas japonesas del norte y centro de China

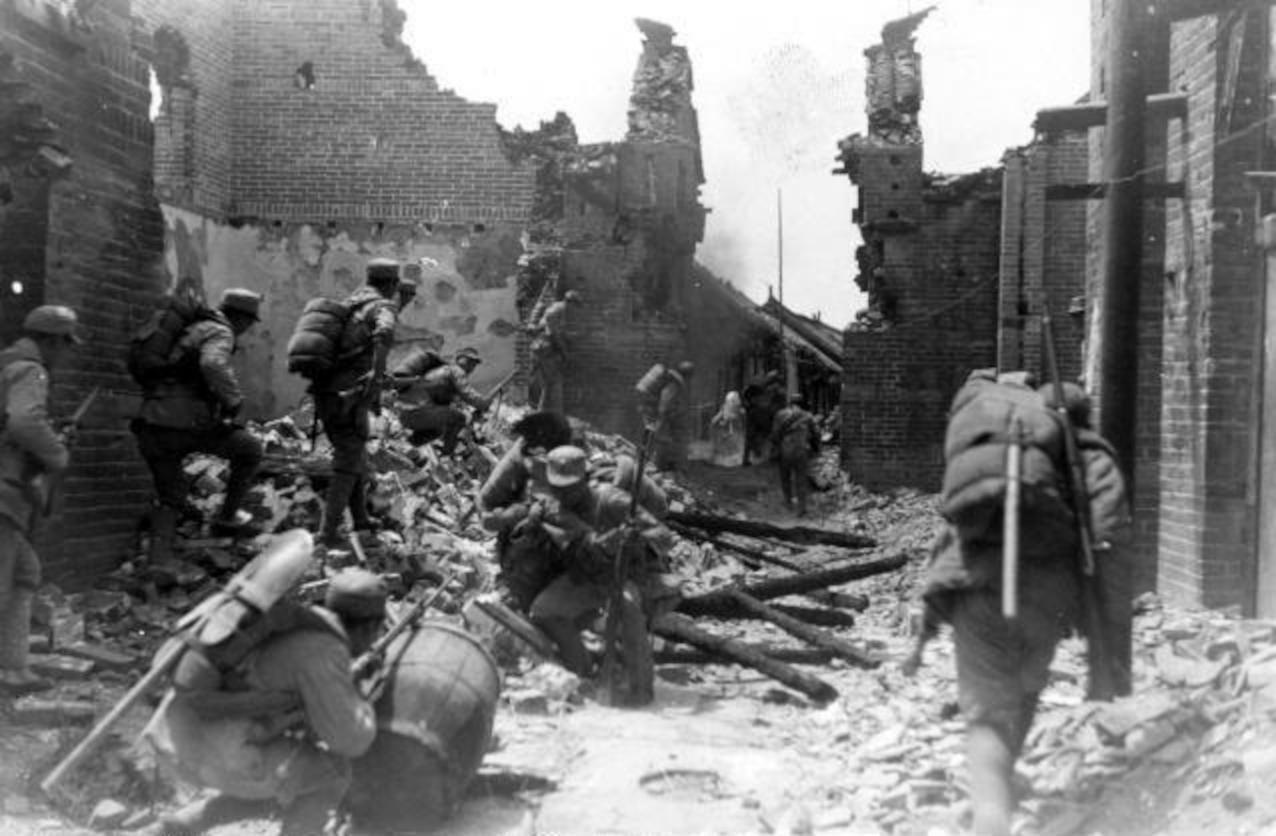
Soldados chinos combatiendo en las ruinas de Taierzhuang en la primavera de 1938. Los chinos vencieron en la durísima batalla librada en la ciudad, pero no aprovecharon la pasajera ventaja para avanzar y perdieron la posición algunas semanas más tarde, junto con el objetivo principal de la campaña, el nudo ferroviario de Xuzhou.

A principios de 1938, los japoneses emprendieron una operación de pinza para adueñarse de Wuhan, rodeándola por el norte y el este. Para ello tenían que tomar la ciudad de Taierzhuang y el estratégico nudo ferroviario de Xuzhou. La toma de este permitiría además establecer contacto entre los ejércitos japoneses desplegados en el norte de China y los que combatían en el centro; los japoneses esperaban conectar la antigua capital, Pekín, con la nueva, Nankín, ambas ya en sus manos. En Xuzhou se cruzaban además el ferrocarril Tianjin-Nankín con el de Longhai, que unía Xi'an con la costa. El objetivo de los chinos era precisamente el de evitar la unión de los ejércitos enemigos, para lo que concentraron en este lugar estratégico grandes fuerzas. Al núcleo central de ochenta mil soldados al mando de Li Zongren se unían los trescientos mil desplegados a lo largo de las dos líneas férreas que convergían en Xuzhou. La batalla por la ciudad, muy costosa para los dos bandos, duró cinco meses.
El primer paso de la campaña lo realizaron los japoneses quienes, gracias a la connivencia del gobernador de Shandong, alcanzaron Jinan a comienzos de año. Por su parte, los chinos también preferían centrar los combates en Xuzhou y arrastrar al grueso de las unidades japonesas hacia el norte que no permitir que cruzasen el Yangtsé y se apoderasen de Wuhan, adonde las unidades chinas que habían combatido en el bajo Yangtsé también podían haberse retirado.
Al mando de la defensa de Xuzhou estaba Li Zongren, responsable de la quinta región militar, a la que pertenecían los objetivos que ansiaban alcanzar los japoneses. Los contraataques que Li lanzó lograron ralentizar el avance japonés hacia Xuzhou, que tuvo lugar en duras condiciones climáticas. En Mingguang los chinos detuvieron a los japoneses durante cuarenta días antes de ceder sus posiciones. El general chino contaba al principio de la campaña, empero, con apenas ochenta mil soldados de los ejércitos provinciales, con moral escasa y cansados por los combates anteriores, si bien más tarde se le enviaron algunas divisiones del ejército gubernamental.
El embate nipón hacia Xuzhou empezó en enero, con la marcha hacia la ciudad de una división desde Jinan y otra desde el puerto de Qingdao al noreste, que los japoneses habían tomado el 12 del mes tras la retirada de las fuerzas chinas. El avance japonés hacia Taierzhuang, desde el norte y el este, empezó marzo. A mediados de marzo, los combates se centraron en la posesión de Linyi, que cambió de manos en tres ocasiones durante los cuatro días en los que los dos bandos se la disputaron. La batalla acabó con la victoria china, pues los japoneses tuvieron que retirarse tras haber perdido cuatro mil de sus veinte mil soldados. Este sector del frente quedó bloqueado durante dos meses. Más al oeste, sin embargo, la denodada defensa china de Dengxian no impidió que los nipones se adueñasen de ella el 17 de marzo y prosiguiesen su avance hacia el sur, hacia Xuzhou.
Para reforzar las defensas, Chiang envió al lugar a dos cuerpos de ejércitos selectos, con otro divisiones en total. Mientras parte de las cinco divisiones del general Tang Enbo marchaban al norte para detener temporalmente a los japoneses en Dengxian, las tres de Sun Lianzhong se preparaban para emboscar a los japoneses en Taierzhuang, que Li esperaba que el enemigo tratase de tomar rápidamente, para controlar así la línea férrea Tianjin-Nankín.
En marzo y abril, los chinos organizaron una operación que permitió cercar y vencer a las unidades que pretendían tomar Taierzhuang. La batalla se libró entre el 22 de marzo y el 7 de abril. Las unidades de Tang permitieron a los japoneses alcanzar la ciudad mientras se concentraban en sus flancos, para embolsar a los cuarenta mil hombres del general Isogai Rensuke que creían poder conquistarla con facilidad, sin apoyo de otras unidades. En 2 de abril, tras encarnizada lucha, los japoneses dominaban casi toda la ciudad, pero no habían logrado expulsar completamente a los defensores chinos. Algunos días más tarde y pese al agotamiento de los defensores, estos expulsaron finalmente a los japoneses, que perdieron unos veinte mil hombres en la pugna por la ciudad, en la que los chinos habían empleado unos ochocientos mil hombres. Pero no los chinos aprovecharon la ventaja y los japoneses contraatacaron y conquistaron Xuzhou.
El plan, diseñado por los asesores militares alemanes del Ejército chino, consistía en eliminar a la vanguardia japonesa —objetivo que se alcanzó en los diecisiete días de combates librados en abril— para luego emprender la ofensiva antes de que el enemigo pudiese concentrar grandes fuerzas que le permitiesen reanudar el avance hacia Xuzhou. Para desesperación de los asesores, los mandos chinos no avanzaron tras la primera victoria. Los japoneses, deseosos de desquitarse por la grave derrota en los combates anteriores, reunieron unidades escogidas para reanudar la ofensiva contra Taierzhuang y Xuzhou. A mediados de abril, contaban con cuatrocientos mil soldados concentrados en la conquista de Taierzhuang y Xuzhou. A pesar de que finalmente cedieron la ciudad y tuvieron que retirarse, los chinos celebraron los combates de Taierzhuang como una gran victoria.

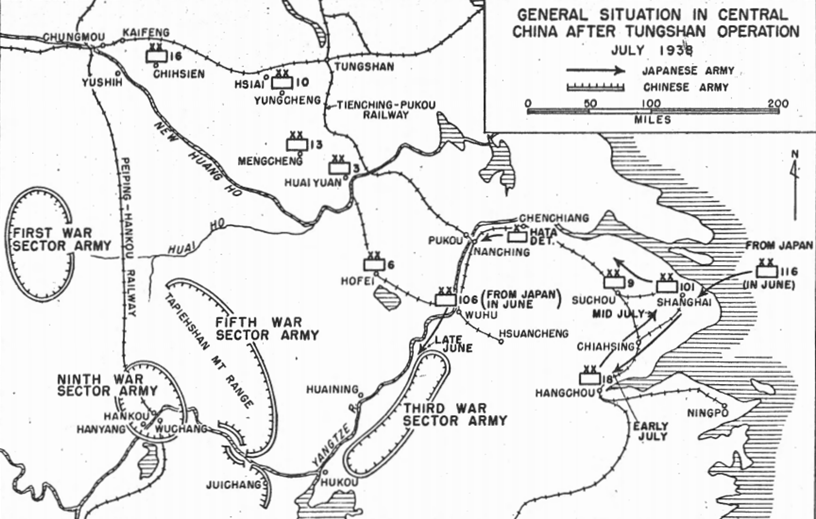
Situación de las unidades chinas y japonesas en el centro de China tras la conclusión de la batalla de Xuzhou.

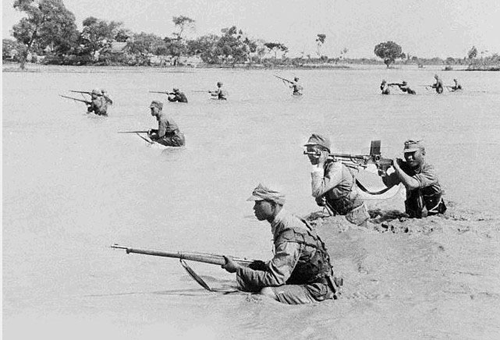
Soldados atravesando un terreno inundado por la voladura de los diques del Yangtsé. La acción permitió detener durante varias semanas el avance japonés, pero afectó a millones de personas.

En la siguiente fase de la campaña, seiscientos mil chinos se enfrentaron a cuatrocientos mil japoneses por la posesión de Xuzhou. Este era la meta de un gran movimiento de pinza que debía cercar cincuenta divisiones chinas. Con gran habilidad, los mandos japoneses trataron de converger en el objetivo desde el norte, marchando a lo largo del Gran Canal y desde el sur. El objetivo de los doscientos mil soldados japoneses que participaron en la operación era, una vez más, rodear y destruir a los ejércitos enemigos. El 9 de mayo comenzó la operación de cerco. En una serie de brillantes maniobras estorbadas por la lluvia constante, las unidades japonesas finalmente cercaron a las fuerzas chinas que defendían Xuzhou, cortando el ferrocarril de Longhai que servía para abastecerlas. Un tercio de las fuerzas gubernamentales chinas quedaron atrapadas en la bolsa. A mediados de mayo, los chinos comenzaron a retirarse hacia el suroeste, tratando de romper el cerco y evitar ser aniquilados. El 17, los proyectiles de la artillería japonesa alcanzaron por fin la ciudad. Tras diversas peripecias, el grueso del ejército chino —doscientos mil soldados— quebró el cerco a finales de mes, casi al tiempo que las unidades enemigas entraban finalmente en Xuzhou. Una vez reunidas nuevas fuerzas, la ciudad fue capturada por las unidades japonesas el 21 de mayo, que hicieron treinta mil prisioneros. La campaña por el control de la ciudad, importante nudo ferroviario, había impelido a los japoneses a trasladar tropas desde Manchuria; fue planeada por los mandos en China para forzar al alto mando japonés a continuar la lucha. Los cinco meses de combates por el control de la ciudad permitieron a los chinos prepararse para la siguiente gran batalla de la guerra, la que decidió la posesión de Wuhan, la nueva capital china. El plan japonés de eliminar mediante un embolsamiento a los ejércitos enemigos fracasó una vez más. El Ejército nipón abandonó por tanto esta esperanza de victoria mediante una gran batalla que acabase con las fuerzas chinas y fijó como objetivo la ocupación del territorio.
Dos semanas más tarde, las unidades japonesas se apoderaron de Kaifeng en una batalla librada durante la noche, en medio de la lluvia. Ante el peligro de que llegasen a Wuhan, Chiang ordenó la voladura de los diques que mantenían el Yangtsé en su cauce artificial; la maniobra surtió efecto, pero perjudicó a unos seis millones de personas y causó novecientos mil muertos. Once ciudades y cuatro mil pueblos quedaron inundados y dos millones de personas perdieron sus casas, pero la operación retrasó unos tres meses el avance nipón. Este se reanudó en julio, cuando la crecida del Yangtsé permitió a las cañoneras japonesas colaborar con las unidades de tierra, sometidas, como las chinas, a la canícula, la malaria y la disentería.

### Campaña de Wuhan
A mediados de ese año se produjo la mayor batalla de los primeros quince meses de combates, la de Wuhan, la última gran ciudad industrial que no se hallaba ya bajo control japonés. Un ejército japonés de cuatrocientos mil hombres al mando de príncipe Kan'in Kotohito atacó la estratégica urbe a orillas del río Yangtsé.
Era el mayor centro productor de acero y carbón al sur de Manchuria, un nudo ferroviario donde convergían diversas líneas y que tenía una gran población; su pérdida podía suponer un enorme revés para el esfuerzo bélico chino. Chiang Kai-shek no estaba dispuesto a perderla, por lo que movilizó setecientos noventa mil hombres para defenderla (incluyendo muchas de sus tropas selectas); la alianza entre el Kuomintang y el Partido Comunista Chino fue estrecha en la defensa de la ciudad. Los japoneses, a pesar de padecer largas líneas de abastecimiento y el agotamiento de sus tropas por los continuos y duros combates, vieron en esta batalla la oportunidad de aniquilar las principales fuerzas del KMT, por lo que decidieron emprender un ataque de pinza para rodear a sus enemigos en torno a la ciudad. Los chinos concentraron sesenta divisiones en torno a la ciudad para defenderla de la acometida japonesa, que seguía tres direcciones de avance: a lo largo de Yangtsé —ruta que seguía el grueso de las fuerzas niponas—, la línea férrea de Longhai desde Kaifeng y la carretera que desde Hefei en Anhui cruzaba las montañas Dabie. En total, un millón de soldados chinos defendieron la urbe.
A finales de julio, cuarenta y cinco mil chinos se retiraron de Jiujiang ante fuerzas enemigas muy inferiores en número. La defensa, desorganizada, apenas duró cinco días. Estas tomaron la ciudad el día 26 y cometieron nuevas atrocidades como las perpetradas en Nankín. A continuación la campaña se estancó durante un mes ante la encarnizada resistencia que los chinos mostraron en torno a Ruichang hasta que el 22 de agosto los japoneses reanudaron la ofensiva. El intento simultáneo de los japoneses de apoderarse de Nanchang fracasó. El avance nipón a lo largo del Yangtsé se ralentizó: en septiembre, tardaron tres semanas en recorrer quince kilómetros. Al norte de Wuhan, al sur de la montañas Dabie, las fuerzas chinas detuvieron a las japonesas durante tres semanas; los japoneses conquistaron Taihu el 25 de julio, pero luego volvieron a tardar más de un mes para apoderarse de Guangji. La resistencia china era denodada y los japoneses, para quebrarla, emplearon gases venenosos. Además, los choques fronterizos entre regimientos soviéticos y japoneses en Corea preocupaban al alto mando imperial, que detuvo temporalmente las operaciones en el sur. En agosto, los organismos gubernamentales comenzaron a evacuar Wuhan y a trasladarse a Chongqing. Durante septiembre y octubre, se llevó a cabo una titánica evacuación de fábricas, material militar y unidades río arriba, para evitar que cayese en poder del enemigo y facilitar la resistencia en torno a Chongqing. A lo largo de septiembre, se libraron una serie de cruentas batallas en las que ambos bandos sufrieron decenas de miles de bajas y que permitió a los japoneses acercarse lentamente a Wuhan a lo largo de Yangtsé. Al noroeste de la ciudad, los japoneses tomaron Xinyang el 30 de septiembre; este era un lugar crucial, pues dominaba la línea férrea que unía Wuhan con el norte, línea que los japoneses podían emplear para atacar la ciudad con mayor celeridad. Pese a que los chinos llegaron a emplear un millón seiscientos mil soldados en la defensa de la ciudad, las unidades mecanizadas japonesas quebraron todas las líneas enemigas, aunque no lograron aniquilar como deseaban a las fuerzas chinas. El lento avance hacia Wuhan continuó a través de las montañas Dabie y a lo largo del Yangtsé durante el mes de octubre.

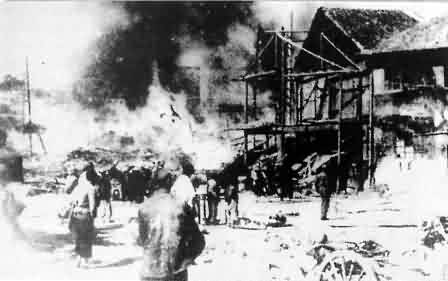
Changsha en llamas. Chiang Kai-shek ordenó el incendio de la ciudad temiendo que, tras la caída de Wuhan, no sería posible defenderla. En realidad, los japoneses no la atacaron hasta el año siguiente.

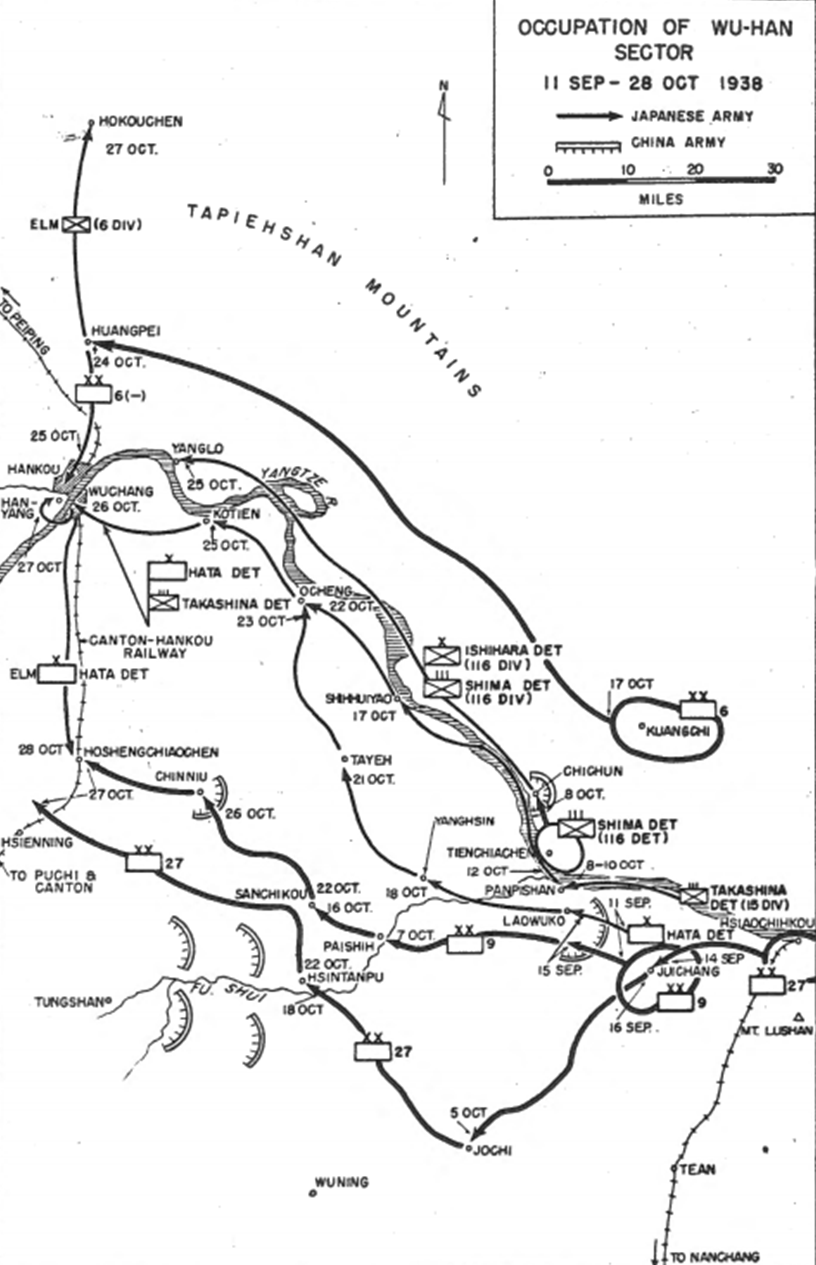
Esquema del avance japonés hacia Wuhan. Tras la pérdida de la urbe, el Gobierno chino se refugió río arriba, en la recóndita provincia de Sichuán.

En el sur, el ejército japonés conquistó Fuzhou y Shantou y desembarcó junto a Hong Kong el 12 de octubre; poco después tomó Cantón (21 de octubre) con facilidad. Los chinos, que habían creído que los británicos no permitirían la maniobra, que debía realizarse cerca de su colonia Hong Kong, no habían preparado una defensa adecuada de la zona. El grueso de las fuerzas cantonesas se encontraba defendiendo Wuhan. Después de intensos bombardeos para minar la moral de los civiles, las tropas japonesas entraron en la ciudad, cuyas principales instalaciones habían destruido las fuerzas chinas que se retiraban junto con la mayoría de la población. La pérdida de Cantón supuso la del suministro por mar y ferrocarril a Wuhan. Cuatro quintas partes de los suministros que los chinos obtenían del extranjero entraban al país por Cantón. Por el contrario, los chinos se defendieron ferozmente en Wuhan, infligiendo graves bajas a sus enemigos, aunque la ciudad terminó cayendo en manos japonesas el 21 de octubre, no sin que las tropas chinas lograran evacuarla dos días antes e impedir su aniquilamiento. Los chinos sufrieron cuatrocientas mil bajas militares y medio millón de civiles; los japoneses, ciento cuarenta mil. Tras esta batalla, los japoneses detuvieron su avance y el frente empezó a estancarse.
La conquista de la ciudad dio a los japoneses esperanzas, finalmente frustradas, de que China se rendiría por fin. La pérdida de Wuhan convenció en efecto al principal rival de Chiang Kai-shek, Wang Jingwei, de la necesidad de aceptar las condiciones de paz que ofrecía el presidente del Gobierno nipón, Fumimaro Konoe. Sin embargo, tanto Chiang como las provincias del sur, que Wang trató de rebelar, se negaron a tratar con los japoneses; Wang acabó huyendo a Hanói y Konoe dimitiendo, en parte por su incapacidad para alcanzar la paz. Su sucesor al frente del Gobierno japonés fue el barón Hiranuma Kiichirō, partidario de acabar con el conflicto por la fuerza, como abogaba el Ejército. China había aprovechado los diez meses entre la pérdida de Nakín y la de Wuhan para preparar la resistencia en las provincias del interior del país, trasladando allá industrias y armamento y mejorando las líneas de comunicaciones.
Otra consecuencia de la conquista japonesa de Wuhan fue el incendio de Changsha. Las autoridades locales, embargadas por el pánico debido al avance nipón hacia la ciudad, decidieron incendiarla el 12 de noviembre con el material preparado para detener a las unidades japonesas en caso de que finalmente desbaratasen las defensas de la urbe; la ciudad parecía incapaz de repeler al enemigo tras la caída de Wuhan. Esto causó miles de muertes y el ajusticiamiento de los mandos locales. Por entonces, se encontraban en la ciudad unos ochocientos mil refugiados.

### Ruptura de China con Alemania y acercamiento a la URSS
Mientras se libraban los combates por el dominio de Wuhan, terminaba la estrecha relación del Gobierno chino con Alemania; Chiang llegó a felicitar a Hitler por el Anschluss, pero Berlín, con un nuevo ministro de Asuntos Exteriores claramente filojaponés (Von Ribbentrop), reconoció la independencia de Manchukuo, cesó la exportación de armamento a China y retiró a su embajador y a sus asesores militares en junio.
La URSS sustituyó a Alemania como suministrador de armamento, que China pagaba con materias primas. En 1940 se le permitió explotar algunas minas en Xinjiang. Durante el primer año del conflicto, la Unión Soviética entregó novecientos aviones, ochenta y dos tanques, dos mil cañones, unas diez mil ametralladoras y dos mil vehículos, y envió a China a dos mil pilotos y tres mil asesores militares, entre ellos al futuro mariscal Gueorgui Zhúkov. En julio y agosto, los duros enfrentamientos fronterizos entre soviéticos y japoneses avivaron las esperanzar chinas de que finalmente la URSS entraría en guerra con Japón. La batalla del Lago Jasán, sin embargo, no desencadenó la guerra entre la URSS y Japón que deseaba Chiang. El acuerdo bilateral para acabar con el incidente alcanzado a comienzos de agosto eliminó tal posibilidad. Esto permitió a los japoneses concentrarse en el avance final hacia Wuhan.
Aun así, la URSS fue la primera potencia extranjera en otorgar ayuda en gran cantidad a China, ayuda que cesó en abril de 1941 con la firma del tratado de neutralidad entre Moscú y Tokio. En comparación, hasta ese año las concesiones de estadounidenses, británicos y franceses fueron mucho menores, en parte por el deseo de estos de no provocar a Japón.

## Estabilización del frente y bloqueo del conflicto
A finales de 1938, Japón controlaba el norte y una sección importante del centro de China, incluida la rica región del bajo Yangtsé y gran parte de los principales puertos costeros. Los centros de la industria y el comercio chinos, la zona más poblada y rica del país así como la capital estaban en sus manos. Tras la conquista de Wuhan, las grandes operaciones militares cesaron durante cuatro meses, hasta la primavera de 1939.
No obstante, la negativa de los mandatarios chinos a rendirse, a pesar de los desastres militares, frustró las esperanzas japonesas de una victoria rápida. Ni la victoria en el norte ni la eliminación de las mejores divisiones chinas en los combates de Shanghái lograron doblegar al Gobierno chino, para disgusto de Japón. Aquel se había refugiado en una provincia remota, Sichuán, pero bien protegida por montañas, muy poblada y autosuficiente en agricultura.
Con el millón de soldados destinados en China —la mitad, tropas de combate, encuadradas en unas veintitrés divisiones, con unos quinientos aviones—, Japón podía dominar las principales ciudades y las líneas de comunicación e incluso acometer expediciones punitivas en algunas zonas rurales, pero no apoderarse de estas permanentemente ni acabar con el núcleo gubernamental chino en el suroeste del país. Una vez en el interior del país, cada división japonesa debía cubrir un frente enorme: unos ciento cincuenta kilómetros, por lo que el plan nipón se centró en bloquear al Gobierno chino en el este y conservar las ciudades y las líneas de comunicaciones. Las catorce divisiones acantonadas en Manchuria y Corea y las siete que protegían Japón no se enviaron a China para realizar nuevas operaciones. De 1939 a 1941, el tamaño de las fuerzas japonesas destinadas en China apenas varió.
Entre finales de 1938 y 1944, tampoco cambió sustancialmente el frente. Mientras que Japón controlaba el norte y el este del país, el Gobierno chino conservó el dominio del suroeste (las provincias de Yunnan, Guizhou, Sichuán y Guangxi y el noroeste (Shaanxi, Gansu y Xinjiang).
Por su parte, el Gobierno chino tampoco podía por sí solo vencer a los japoneses. Tras la derrota de Wuhan, los chinos evitaron las grandes batallas, e intentaron que la guerra se extendiese y los japoneses tuviesen que enfrentarse a alguna de las otras potencias. Solo una intervención externa podía desbloquear la contienda y esta comenzó con la entrada en guerra de los Estados Unidos tras el ataque japonés a Pearl Harbor. La estrategia china, dada la inferioridad militar y económica china frente al enemigo, era esencialmente la de resistir hasta que la ayuda extranjera y las derrotas en los demás frentes doblegasen a Japón. Pese a la importancia del hostigamiento guerrillero al ocupante japonés, las consecuencias de revolución social que implicaba la movilización del campesinado en este tipo de guerra hizo que el Gobierno fuese renuente a emplearlo y que fuesen los comunistas quienes lo utilizasen con más empeño. Chonqging estableció además nuevas regiones militares que debían garantizar la llegada de suministros desde la Unión Soviética, la Birmania británica y la Indochina francesa, obligar a los japoneses a desperdigar sus fuerzas y, con suerte, hacer que alguno de estos países acabase en guerra con Tokio.
Para las autoridades japonesas, las únicas alternativas aceptables para poner fin a lo que aún llamaban eufemísticamente el «incidente de China» eran la victoria militar —imposible por la gigantesca cantidad de efectivos que hubiese requerido— y la paz negociada, que debía incluir compensaciones para lo que consideraban grandes sacrificios realizados durante el conflicto. Para los japoneses, el acuerdo de paz con el Gobierno chino debía contener el reconocimiento oficial por parte de este de la independencia de Manchukuo, el despliegue de tropas japonesas en la Mongolia Interior y en puntos estratégicos del norte de China, la supresión de las organizaciones y la propaganda hostiles a Japón, el permiso para invertir en el país y la libertad de desplazamiento para los ciudadanos japoneses por todo el territorio chino. El rechazo chino a estas exigencias motivó la continuación de la guerra hasta la derrota final japonesa en la guerra del Pacífico. Aunque a finales de 1943 pareció ya claro que Japón perdería la guerra, esto se debía a las derrotas que sufría en la guerra del Pacífico y no en China, donde conservó hasta 1945 casi todos los territorios conquistados en 1937-1938. Ante la imposibilidad de acometer nuevas grandes ofensivas por la falta de medios y el deseo de reducir los efectivos desplegados en China, Japón trató de bloquear a los nacionalistas en Sichuán y de fomentar los Gobiernos colaboracionistas.
La incapacidad de las partes para poner fin a la guerra hasta 1945 no impidió que los contactos entre ellas fuesen continuos. Se conocen al menos veinte negociaciones diferentes entre chinos y japoneses, que tuvieron lugar a lo largo de toda la contienda, si bien la mayoría se concentraron en los años 1937-1940. La actitud china en estos contactos se caracterizó por la continua negativa a reconocer la independencia de Manchukuo y a ceder a los intereses japoneses en el norte de China. Los japoneses variaron sus exigencias siguiendo la suerte de la guerra. En el 1940, exigieron el reconocimiento de Manchukuo, el fin de la resistencia china, la persecución conjunta de los comunistas, el despliegue de tropas en el norte de China y Mongolia Interior, la aceptación china de asesores militares y económicos y la colaboración del Gobierno de Chongqing con Wang Jingwei. El rechazo chino a permitir la presencia de tropas niponas en su territorio frustró la negociación.
El Gobierno japonés trató de fomentar la simpatía popular por el Gobierno de Nankín para debilitar al de Chonqging por la falta de resultados de las negociaciones con este tras la entrada en la guerra de los Estados Unidos en diciembre de 1941, acontecimiento que aumentó la confianza china en la victoria. A finales de diciembre de 1942, las autoridades japonesas decidieron suspender todo contacto con Chongqing y realizar concesiones a Nankín. Los japoneses devolvieron las concesiones internacionales y pusieron fin a los derechos extraterritoriales en enero de 1943, y firmaron un tratado de alianza en octubre. Una cláusula de este prometía la retirada de las fuerzas japonesas de China cuando acabase la guerra. A finales de 1943, sin embargo, las derrotas en el Pacífico y la impopularidad del régimen de Nankín obligaron a Tokio nuevamente a tratar con el Gobierno de Chiang Kai-shek. A mediados de 1944, los japoneses ya solo exigían el reconocimiento chino de la independencia de Manchukuo y la separación del Gobierno chino de los Aliados, condiciones que este rechazó. Terminada la gran Operación Ichi-Go en diciembre, los japoneses de nuevo trataron de sellar la paz con los chinos; para entonces, ya solo reclamaban conservar Manchukuo, pero los chinos nuevamente se negaron a aceptar tal pretensión.

## La población y la guerra

### Ocupación y colaboración
Para cerca de doscientos millones de chinos, la guerra supuso entre seis años y medio y ocho años de ocupación japonesa. Tan solo en la rica región del bajo Yangtsé aguas abajo de Wuhan y en el triángulo formado por las urbes de Shanghái, Nankín y Hangzhou vivían más de cien millones de personas.
Para facilitar la administración de los territorios que habían conquistado, los japoneses crearon una serie de Gobiernos títeres. En el norte se mantuvo Manchukuo y en Mongolia oriental, el Consejo Mongol Unido (Mengjiang) del príncipe Demchugdongrub. En la región del bajo Yangtsé, estos fueron el Gobierno Reformado de la República de China (1938-1940) primero, y el Gobierno reorganizado nacionalista (1940-1945), después. En el norte, el Ejército de China Septentrional había fundado Gobierno provisional de la República de China en Pekín en diciembre de 1937, que se sometió en teoría, aunque no en la práctica, al nuevo Gobierno de Nankín presidido por Wang Jingwei e instaurado el 30 de marzo de 1940.
Los colaboracionistas chinos del norte eran además diferentes de los del centro del país: allí predominaban las antiguas figuras del primer periodo republicano, generalmente conservadores tradicionalistas, mientras que en el centro se agrupaban esencialmente disidentes del Kuomintang y antiguos comunistas que se presentaban como el Kuomintang real frente al que encabezaba Chiang Kai-shek.
Los intentos japoneses de fomentar la cooperación china fracasaron, tanto por la dureza de la ocupación y la expropiación forzosa tanto de negocios como de tierras como por el claro papel secundario que los nipones asignaron a los chinos. La economía china quedaba sometida a las necesidades de la japonesa, como proveedora de materias primas y mercado de los productos manufacturados japoneses. El nacionalismo japonés también hizo fracasar la propaganda de la Esfera de Coprosperidad de la Gran Asia Oriental, pese a los notables esfuerzos del Gobierno de Wang en su favor.
Los intentos de explotación económica de los territorios ocupados, sin embargo, no alcanzaron los objetivos deseados por los japoneses, pese a la formación de grandes compañías para organizar el comercio con el imperio tanto en el norte como en el centro del país y a la concesión de monopolios en cruciales sectores de la economía como la minería, la navegación, la electricidad y los ferrocarriles. La falta de equipamiento y capital limitó la producción industrial, lo que acarreó paro: a finales de la guerra, en Shanghái había seiscientas mil personas sin empleo. Las zonas ocupadas sufrieron así un estancamiento económico, acompañado de inflación —si bien menor que en los territorios controlados por el Gobierno chino— y crecimiento de los precios.
En las ciudades, los japoneses pudieron contar con la colaboración de funcionarios en paro, empresarios deseosos de mantener sus negocios y de parte de los pobres, que fueron a engrosar las fuerzas armadas de los Gobiernos títeres. En 1944, estas contaban con novecientos mil soldados, muchos de ellos empujados a alistarse por el hambre y la falta de trabajo. En los centros sometidos directamente a los japoneses, la resistencia fue escasa, si bien tanto las autoridades colaboracionistas como sus fuerzas armadas carecían de las simpatías de la población.
Mientras que en las urbes y en las vías de comunicación entre ellas dominaban las autoridades militares niponas ayudadas por las administraciones chinas instauradas por ellos, en las localidades menores y en el campo la retirada de las autoridades gubernamentales chinas dejó en general el poder local en manos de las clases privilegiadas de la región, acostumbradas a lidiar con fuerzas militares forasteras por su anterior experiencia con los caciques militares de la época republicana. Los poderosos del agro chino se avinieron a colaborar con los japoneses con el fin de garantizar el orden y la estabilidad que anhelaban de toda autoridad gubernamental. En otras zonas rurales, el poder pasó a manos de bandas armadas, en ocasiones ligadas intermitentemente con los ocupantes, que explotaban inmisericordemente a la población. El amparo comunista a estas comunidades frente a los grupos armados y a los japoneses que en ocasiones las recorrían durante sus expediciones punitivas en el campo favoreció la extensión del partido por las zonas rurales.
La actitud de la población civil ante los militares era cuando menos ambigua: al maltrato gubernamental a los reclutas —provenientes de las familias menos favorecidas pues las privilegiadas evitaban la leva—, que llegaban en ocasiones a morir de hambre y enfermedades por la dejadez de las autoridades y en general quedaban aislados de sus familias, se unían los desmanes de las tropas, dadas al saqueo, a veces simplemente para paliar el hambre. En determinados lugares, los campesinos se mudaban en bloque a las zonas ocupadas si los japoneses les daban trabajo remunerado y formaban bandas para acosar a las unidades aisladas del Ejército chino. En Henan, donde la incompetencia y especulación de las autoridades chinas agudizó la hambruna que sufrió la provincia en 1942-1943 que causó quizá unos dos millones de muertos, los japoneses no encontraron resistencia notable cuando atacaron en 1944; en algunas zonas de la provincia los campesinos incluso atacaron a las fuerzas gubernamentales chinas en retirada.
Algunas de las unidades que se rindieron a los japoneses o al Gobierno de Nankín de Wang lo hicieron para evitar ser destruidas, principalmente por las guerrillas comunistas al final de la contienda; en ocasiones se rindieron con el beneplácito del Gobierno de Chongqing.
En cuanto a la explotación del territorio, la ocupación japonesa pasó por tres fases diferentes: una primera principalmente de destrucción y saqueo, que duró hasta noviembre de 1938; una segunda de apogeo de la producción, controlada por grandes empresas niponas, que alcanzó en algunas regiones el nivel prebélico y duró hasta principios de 1943; y una tercera de decadencia que coincidió con el empeoramiento de la situación militar.

### Situación en la zona no ocupada
La situación tanto de campesinos como de obreros empeoró con el conflicto. En el campo se mantuvo el control de los terratenientes y los campesinos tuvieron que soportar la restauración del impuesto sobre el cereal. Los obreros desplazados al interior del país junto a sus fábricas —las provincias del suroeste controladas por el Kuomintang carecían de industrias de importancia— quedaron sometidos a duras condiciones de explotación. A los dos grupos les afectó intensamente la desbocada inflación, que aumentaba los precios.
La incompetencia de las autoridades y su aprovechamiento incluso de los desastres naturales para enriquecerse disgustaron aparte de la población. Así, tras la hambruna de 1943 en Henan, la población no solo no colaboró con las fuerzas de Tang Enbo en la defensa del territorio cuando lo atacaron los japoneses al año siguiente, sino que en ocasiones se rebelaron contra ellas. El enojo de la población con el gobierno del Kuomintang suscitó el estallido de varias rebeliones en distintas provincias.

## El Gobierno de Chongqing

### Nuevas estrategias china y japonesa
En noviembre de 1938, en una reunión de los principales mandos militares, Chiang expuso la nueva estrategia gubernamental: abandonar la defensa a ultranza de cada posición y adoptar la guerra de guerrillas y el hostigamiento continuo del enemigo para agotar sus fuerzas. Para tratar de paliar las enormes pérdidas sufridas en los dieciséis meses de guerra y mejorar la situación militar, se ordenó el reclutamiento obligatorio y se estableció un plan de adiestramiento tanto para oficiales como para la tropa. Las fuerzas chinas se dividirían en tres grupos: uno encargado del hostigamiento guerrillero en las regiones ocupadas por Japón, otro en la China central para tratar de repeler nuevas ofensivas y un tercero en las zonas montañosas del oeste, dedicado fundamentalmente a la instrucción y la formación de nuevas unidades.
Por entonces el Ejército chino había sufrido grandes pérdidas en las batallas libradas en el este del país: el Gobierno afirmaba contar con doscientas cuarenta divisiones y dos millones y medio de soldados —muchos de ellos reclutas sin instrucción—, pero el espionaje japonés calculaba que apenas existían doscientas diez divisiones con novecientos mil soldados. Según los cálculos japoneses, los chinos habían perdido más de la mitad de sus soldados en los combates disputados desde mediados de 1937. Por su parte, los japoneses cada vez tenían más dificultades para internarse en territorio chino: las últimas ofensivas habían tomado territorio mucho más lentamente que al comienzo de la guerra y con muchas más bajas. Si al comienzo del conflicto los chinos habían sufrido cinco bajas por cada una de los japoneses, en la batalla de Wuhan las pérdidas habían sido similares para los dos bandos. El nuevo plan chino consistía en acosar al enemigo, agotarlo, e impedir que pudiese concentrar fuerzas para nuevas ofensivas de calado mediante golpes de mano continuos.
Por su parte, la falta de tropas para continuar penetrando en China mediante grandes concentraciones de unidades llevó a los mandos japoneses a otorgar mayor importancia a la aviación, utilizada hasta finales de 1938 principalmente como apoyo del Ejército de Tierra. Trataron de realizar mayores bombardeos intensivos de las posiciones enemigas, pero se toparon con el aumento y mejora de la aviación china, surtida de aparatos soviéticos mejores que muchos de los japoneses, y con la escasez de bombarderos y de pilotos duchos en estas misiones. De los veinticuatro escuadrones destinados en China, nueve eran de reconocimiento y seis de cazas. Los japoneses tenían cada vez mayores dificultades para reponer el material perdido, complicación que era todavía mayor para obtener bombarderos. Los aparatos tenían además un equipo deficiente para volar de noche, y los aeródromos tampoco estaban preparados para uso nocturno. Los japoneses tuvieron que importar setenta y siete bombarderos italianos para reforzar sus unidades.

### Grave situación china
El Gobierno chino se trasladó a Chongqing el 20 de noviembre de 1938, desde donde controlaba territorios en general pobres y atrasados, a pesar de que parte de las fábricas se habían trasladado al interior del país, fuera del alcance japonés. Las provincias todavía controladas por el Gobierno del Kuomintang carecían de redes de transporte modernas, apenas producían el cinco por ciento del textil del país y no contaban con producción significativa de hierro. Los centros industriales y comerciales y las principales regiones agrícolas se hallaban en el este y se habían perdido.
Para tratar de aliviar la escasez de alimento e ingresos, el Gobierno aprobó nuevos impuestos y la venta de cereal al Estado. Sin embargo la falta de control hizo que estas medidas fomentasen la corrupción y la explotación de la población civil. Dos de los principales factores que alienaron a una parte notable de la población del Gobierno fueron su conservadurismo —perdido el contacto con la burguesía costera, el Ejecutivo se sostenía principalmente en los terratenientes del interior, tradicionalistas— y la gran inflación.
Ya antes de la guerra las finanzas gubernamentales habían sido deficitarias y frágiles: un quinto del presupuesto se cubría habitualmente con créditos extranjeros, al pago de cuyos intereses se dedicaba en torno a un tercio de los ingresos estatales. Además, más de la mitad de estos provenían exclusivamente de los aranceles que recaudaban las potencias extranjeras, que tras el estallido de la guerra fueron a parar a los japoneses. Los japoneses se esforzaron asimismo por fomentar la inestabilidad de los precios en los territorios que aún escapaban a su control.
La situación militar era también grave: el Ejército se hallaba debilitadísimo a finales de 1938 y la mayoría de las divisiones habían perdido al menos un tercio de sus dotaciones. El cuerpo de oficiales era también deficiente: el Estado Mayor era mediocre —algunos de sus oficiales no sabían interpretar los mapas— y únicamente un cuarto de los oficiales de menor graduación contaban con educación formal. Muchos de los puestos de mando se otorgaban por el poder de la camarilla a la que pertenecían los oficiales que los obtenían y no por la valía de estos. La crisis del Ejército allanó el reforzamiento del poder de los caudillos militares regionales. La complicada comunicación entre los distintos sectores del frente en el lado chino —las principales vías de comunicación se hallaban en el territorio conquistado por los japoneses— obligaba a que cada uno de ellos funcionase autónomamente, lo que agudizaba todavía más el surgimiento de caudillos militares regionales.
Los intentos de aumentar el número de soldados chocaron con la abundancia de desertores, debida en parte a la mala situación de la tropa, sometida al hambre y a las enfermedades. Aunque cada año se reclutaban teóricamente un millón y medio de hombres, el tamaño del ejército se mantuvo fijo en los cuatro millones de soldados, fundamentalmente por las deserciones y las bajas. Se calcula que un tercio de los reclutas, conducidos en ocasiones aherrojados al frente, desertaban o morían antes de alcanzarlo. Sin embargo, como la asignación de recursos dependía del número de unidades y de su dotación oficial y no real, se multiplicó la cantidad de divisiones (oficialmente, trescientas cincuenta con diez mil soldados cada una, si bien muchas apenas contaban con dos o seis mil) y con ella la posibilidad de que los oficiales se enriqueciesen con lo asignado a las fuerzas a su mando. La extendida corrupción afectaba duramente a los soldados chinos, cuyos abastos, víveres y medicinas se vendían a menudo en el mercado negro.
La estructura gubernamental tampoco era ideal: el sistema de camarillas compuestas por las principales familias del régimen —la propia de Chiang Kai-shek, las de su esposa y cuñados los Soong y los Kung y la de sus estrechos colaboradores los hermanos Chen—, los caudillos militares de las provincias y algunos otros grupos influyentes (los liberales en torno al hijo de Sun Yat-sen, Sun Fo entre otros) no había desaparecido con la retirada desde Nankín a Chongqing y era la que detentaba realmente el poder, pese a la división constitucional de la Administración estatal en cinco yuan. En la cúspide se hallaba Chiang, presidente del Kuomintang, del Gobierno y jefe militar, poderoso por sí mismo y como árbitro de las distintas fracciones.
El control económico de la oligarquía gubernamental se reforzó durante la guerra: gran parte de la nueva industria creada durante la contienda quedó en sus manos y aumentó la pujanza de las «cuatro familias», que controlaban también el sistema usuario de crédito del que dependía el agro chino. La pérdida de las zonas orientales donde se concentraba la burguesía china determinó además que el régimen reforzase sus lazos con los terratenientes rurales. Las tendencias autoritarias del Kuomintang se acrecentaron durante el periodo de Chongqing y aumentó la represión de los disidentes y la censura. La dependencia de los Estados Unidos y la necesidad de dar una imagen liberal y democrática, sin embargo, limitaron la represión gubernamental y permitieron cierta actividad de los grupos liberales, reunidos en torno a la Liga Democrática, de tintes occidentales.

### Campañas aéreas japonesas

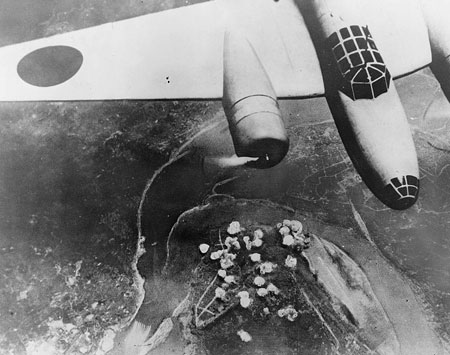
Bombardero nipón atacando la capital, Chongqing, en 1940.

Los bombardeos japoneses de la nueva capital a comienzos de 1939 fueron muy dañinos, pero los que trataron de cortar la línea de suministros con los soviéticos fracasaron: pese a los daños irrogados a la estratégica base de Lanzhou, en la que aviones soviéticos se enfrentaron a los atacantes japoneses, los abastos siguieron llegando al Gobierno chino. A finales de 1938, los chinos contaban con unos cuatrocientos aviones, y los soviéticos les enviaban unos setenta todos los meses.
Pese a los repetidos intentos japoneses de destruir estos nuevos aparatos y acabar con la fuerza aérea china mediante sucesivos bombardeos en los que participó también la Armada, las pérdidas infligidas a los chinos no alcanzaron el objetivo ansiado. Aun así, los japoneses continuaron machacando Chongqing durante los seis meses del año que las abundantes nieblas de la región lo permitían —de mayo a octubre—. La ciudad, muy compacta por la orografía y construida fundamentalmente en madera, sufrió gravísimos daños; los objetivos de los bombardeos no eran militares, sino civiles, y buscaban minar el ánimo de la población.

### Cierre del cerco a China y batallas de Nanchang y Changsha
A partir de 1939, las grandes batallas del periodo anterior dieron paso a combates de menor entidad, más numerosos y repartidos por el territorio, que a menudo acabaron sin un vencedor claro. Tras la batalla de Wuhan, los siguientes choques de importancia se libraron en la primavera y el otoño de 1939, por el control de sur del valle del Yangtsé y de las ciudades de Nanchang y Changsha, donde acababan ciertas líneas férreas. A diferencia de las anteriores batallas de la guerra, en esta tanto chinos como japoneses llevaron la iniciativa.
Para aislar Jiangxi de la costa, los japoneses se dispusieron a conquistar la capital provincial, Nanchang, que defendían dieciocho divisiones chinas. En total, Xue Yue, a cargo de la defensa de la ciudad, contaba con doscientos treinta mil soldados, incluyendo a los guerrilleros que hostigaban al enemigo. Aunque el intento japonés de embolsar veinte divisiones mandadas por Li Zongren y Tang Enbo al noroeste de Wuhan fracasó en mayo, las siete columnas que enviaron contra Nanchang lograron conquistar la ciudad el 27 de marzo, tras siete días de encarnizados combates. Gran parte de la ciudad quedó destruida, y de ella huyeron cientos de miles de personas hacia el sur. Seguidamente, las fuerzas japonesas penetraron en Hunan. El contraataque chino de finales de abril alcanzó la ciudad, pero fue repelido por los japoneses tras una semana de lucha encarnizada. Los nipones conservaron Nanchang hasta el final de la contienda, lo que les permitió cortar en dos la provincia de Jiangxi; la dureza de los combates, sin embargo, hizo que no se aventuraran más al sur hasta 1944.
En el sur, los japoneses conquistaron Hainan en febrero de 1939, pero tuvieron que evacuar Guangxi en el otoño, en la que habían desembarcado y encontraron encarnizada resistencia. Hainan era un punto importante desde el que entorpecer la llegada de material para los chinos desde Indochina y la Birmania británica. Al mismo tiempo, el Gobierno chino continuó realizando asesinatos de colaboradores japoneses en el territorio ocupado y fomentando ataques guerrilleros.
Durante el verano y ante el fracaso de la operación en el noroeste de Wuhan, los japoneses se contentaron fundamentalmente con acometer operaciones menores de eliminación de fuerzas enemigas, regulares y guerrilleras en los territorios que ocupaban. Únicamente en la costa sur tomaron algunas posiciones: Shantou, el principal puerto del norte de la provincia de Cantón, (21 de junio) y algunas ciudades de la de Fujian. Siguieron entorpeciendo además el comercio de las potencias, si bien todavía no se enfrentaron directamente a ellas y evitaron apoderarse de las concesiones internacionales en Amoy. En el norte, los japoneses realizaron una campaña de acoso a los occidentales, con el fin de obtener la plata guardada en la concesión británica de Tianjin y que servía de aval a la divisa china. Los británicos se negaron a entregarla, pero los occidentales en general sufrieron una grave afrenta ante los asiáticos por los registros de los soldados japoneses, que les obligaban a desnudarse en público en busca de contrabando, algo nunca visto en el periodo del imperialismo occidental en China.

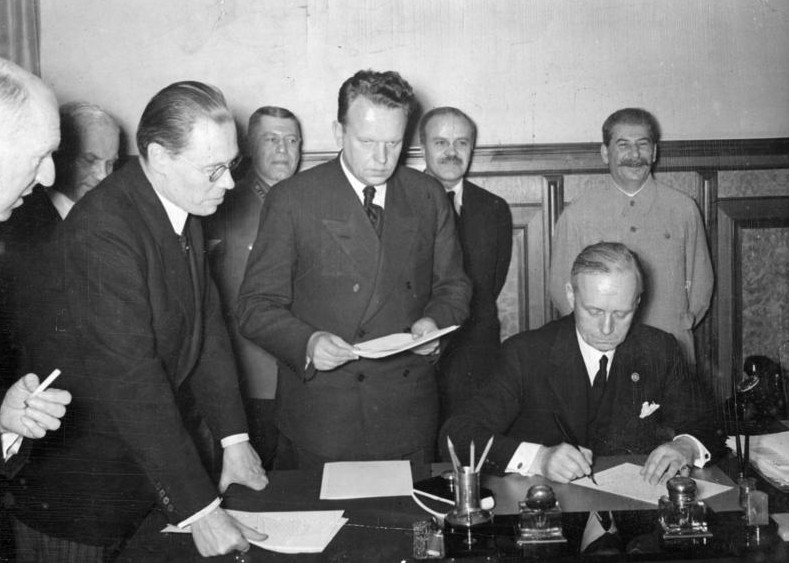
El ministro de Asuntos Exteriores alemán, Joachim von Ribbentrop, firma el Pacto Ribbentrop-Mólotov ante Stalin y su homólogo soviético, Viacheslav Mólotov, en agosto de 1939. El acuerdo hizo que disminuyese progresivamente la ayuda soviética a China.

La esperanza china de que la URSS entrase en guerra con Japón tras la batalla de Jaljin Gol se desvaneció cuando los dos países firmaron una tregua tras el Pacto Ribbentrop-Mólotov. Paulatinamente, la ayuda soviética a los chinos fue menguando: en 1940, estos recibieron un 60 % menos de aviones de Moscú, mientras que los japoneses aumentaron la cantidad y calidad de aeroplanos desplegados en el frente chino.
Incluso así, los chinos lograron sus primeras victorias importantes en Changsha y en Guangxi. En la primera, atacada desde agosto, los japoneses habían descuidado sus flancos y tuvieron que retroceder ante el hostigamiento chino. Los japoneses enviaron dos grupos contra la ciudad, uno desde el este, y otro, el principal, desde el norte. El primero, atacado en los flancos, tuvo que replegarse y no alcanzó siquiera la frontera de Hunan. Las tres columnas que avanzaban desde el norte alcanzaron Changsha a finales de mes tras denodados combates, pero tuvieron que retirarse cuando los chinos cortaron sus líneas de suministro; los japoneses evitaron quedar rodeados, pero sufrieron graves pérdidas. El 6 de octubre, las posiciones volvieron a donde estaban antes de la ofensiva.
En Guangxi, unidades entrenadas para desembarcos se desplegaron en la costa el 15 de noviembre y el 24 conquistaron la capital provincial, Nanning, un nudo comercial importante con Indochina. Trataron luego de avanzar hacia el norte y el noreste, pero chocaron con el gran contraataque chino de diciembre. Durante ese mes se libró la batalla del Paso de Kunlun, un punto estratégico que cambió de manos en varias ocasiones. La imposibilidad de conservar este lugar llevó a los japoneses a decidir abandonar la provincia salvo la capital y Longzhou, en las que colocaron guarniciones.
A finales de noviembre de 1939, Chiang ordenó una gran ofensiva con la que pretendía retomar incluso Nankín, pero las fuerzas chinas, muy debilitadas por los anteriores combates y mal armadas, no lograron grandes avances, a pesar de realizar numerosos ataques. La campaña se realizó en todo el país y abundaron los sabotajes en las regiones ocupadas. En Cantón los japoneses lograron avanzar temporalmente, pero los chinos recuperaron las posiciones perdidas a mediados de enero de 1940. En otras provincias las ganancias temporales de un bando pronto quedaron anulados por el otro. Fracasada la campaña, se le puso fin en abril de 1940. Esta ofensiva fue la última gran acometida china; su inutilidad debilitó a Chiang frente a los caudillos militares regionales y a los comunistas, y le impelió a desplegar algunas de sus unidades para tratar de controlarlos, en vez de enviarlas a luchar contra los japoneses.
Por su parte, los japoneses desencadenaron el 29 de abril de 1940 la cuarta campaña de bombardeos, que duró hasta el 10 de septiembre, cuando la fuerza aérea tuvo que concentrarse en la ocupación japonesa de Indochina.
En abril y mayo los combates se centraron en Shanxi, donde los japoneses trataron infructuosamente de eliminar a las guerrillas chinas, aunque tomaron algunas localidades. En mayo los japoneses abordaron la destrucción de las principales fuerzas de la quinta región militar china en una serie de combates en la comarca de Yichang, ciudad que fue el objetivo final de la campaña. El principal objetivo de esta ofensiva era desbaratar la posible acometida china hacia Wuhan. Tras una serie de marchas y contramarchas y de embolsamientos mutuos, los japoneses lograron romper las líneas enemigas, expulsar a los chinos de las montañas del norte de la ciudad y tomar esta el 12 de junio. Aunque el grueso de las fuerzas chinas pudo retirarse hacia el norte, los nipones se adueñaron de un punto crucial, que controlaba el tráfico fluvial entre Sichuán, Hubei y Hunan y serviría de base para bombardear la capital china. Esta campaña, en la que los japoneses calculaban que habían participado ochenta y una divisiones enemigas con trescientos cincuenta mil hombres, fue la última en la que los chinos concentraron tal cantidad de tropas, y resultó un revés importante para los chinos. La pérdida de Yichang supuso el aislamiento de Chongqing de la novena región militar (en torno a Changsha) y el debilitamiento de la quinta.

### Situación internacional: victorias del Eje y cerco a China
La situación de la guerra mundial tampoco favoreció a los chinos: los Estados Unidos seguían sin entrar en guerra con Japón y en junio de 1940, Francia se rindió a Alemania. Los franceses cortaron el ferrocarril que unía Indochina con Yunnan cuando los japoneses entraron en el norte de la región, también en junio de ese año. El Reino Unido, que deseaba evitar toda provocación a Japón en un momento de gran debilidad en Europa tras la derrota francesa, cerró durante tres meses la carretera de Birmania a partir de julio.

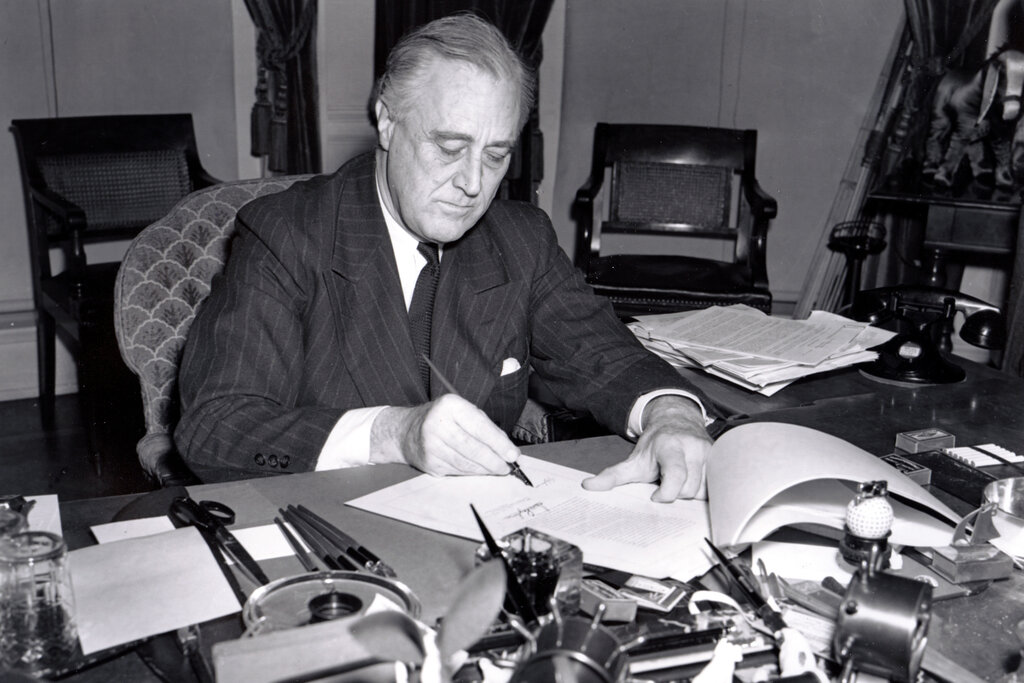
El presidente Franklin D. Roosevelt firma la ley de Préstamo y Arriendo el 11 de marzo de 1941. Entre los países a los que se concedió la ayuda que permitía esta ley, se contó inmediatamente China.

Rutas de abastecimiento del Gobierno chino.

Por otro lado, China logró un importante conjunto de créditos estadounidenses por un total de doscientos cuarenta y cinco millones de dólares —que fundamentalmente Chiang acaparó sin compartirlos con las demás fuerzas que combatían a los japoneses— y otro de diez millones de libras de los británicos, que el 17 de octubre permitieron además la reapertura de la carretera de Birmania. A finales de junio, los estadounidenses impusieron a Japón un embargo de chatarra —fuente de hierro y acero— y de algunos tipos de combustible de aviación, pero no prohibieron la venta de petróleo, por temor a que esto desencadenase un ataque nipón a las Indias Orientales Neerlandesas. La medida era un gesto de simpatía hacia China y de advertencia a Japón por su acción en China.
Pese a los intentos estadounidenses por impedirlo, en septiembre Japón ingresó en el Eje. Esto convenció a los mandatarios norteamericanos de que los Estados Unidos finalmente entrarían en guerra y les llevó a otorgar un nuevo crédito de cincuenta millones de dólares a China en noviembre (el anterior, de veinticinco millones, se había concedido en septiembre). Los estadounidenses decidieron, no obstante, que en caso de entrar en guerra, el país daría precedencia a la lucha en Europa y no en el Pacífico, lo que marcó sus acciones posteriores en respecto a China. El material militar que Chiang solicitó a los Estados Unidos —fundamentalmente gran cantidad de aviones—, estos lo destinaron al Reino Unido.
En 1941, la situación tampoco mejoró para China: la URSS y Japón firmaron un acuerdo de neutralidad y la invasión alemana de la primera redujo el armamento soviético disponible para enviar a China. Aquí, Wang Jingwei formó un nuevo Gobierno colaboracionista en Nankín, que se unió a otros sostenidos por los japoneses. En Estados Unidos, por el contrario, la suerte del Gobierno chino aumentó: en marzo Washington aprobó la Ley de Préstamo y Arriendo que permitía que el presidente concediese ayuda a los países que considerase favorecían la defensa nacional —entre ellos, China— y en abril aprobó que los chinos contratasen pilotos del Ejército y la Armada como mercenarios. El despliegue de tropas japonesas en la mitad sur de Indochina de finales de junio de 1941 sirvió a los estadounidenses para justificar finalmente el embargo petrolero a Japón, que se aprobó el 26 de julio. El Reino Unido y los Estados Unidos bloquearon los bienes japoneses en sus territorios.
Los intentos de Chiang de reformar las costumbres de los oficiales de Ejército y hacerlos más frugales y efectivos fracasaron. Las derrotas continuaron: en una serie de nuevos ataques en los que las unidades japonesas emplearon armas químicas probadas en Manchukuo, los chinos sufrieron doscientas mil bajas. Los nipones atacaron en Hubei, Henan, Anhui, Shanxi y Zhejiang. En junio conquistaron la estratégica ciudad de Yichang, junto al Yangtsé, desde donde se enviaban abundantes abastos a Chongqing. Esto redujo el abastecimiento de la capital china. Esta acometida japonesa, que se llevó a cabo al tiempo que se intensificaban los bombardeos de Chongqing, era parte de los esfuerzos japoneses para forzar a Chiang Kai-shek a negociar la paz, que fracasaron de nuevo.

### Parálisis en 1941
Para hacer retroceder a los chinos, el Ejército Imperial Japonés ordenó una ofensiva en todo el frente durante el invierno de 1939 a 1940, en la que se llamó Ofensiva de Invierno, en la que tomaron parte 850 000 soldados japoneses. Tomados por sorpresa, los chinos apenas tenían 550 000 hombres para hacerles frente. Aunque los japoneses tuvieron éxito en la ofensiva, a la larga la acometida fue un fracaso estratégico, ya que los chinos resistieron y pudieron reemplazar las bajas más fácilmente que sus enemigos.
En enero de 1941, los japoneses avanzaron efímeramente en el sur de Henan, pero a principios del mes siguiente tuvieron que retirarse de las posiciones conquistadas. En marzo enviaron cincuenta mil soldados al norte de Jiangxi, cerca de Nanchang, pero nuevamente fueron repelidos por las divisiones chinas en una serie de choques conocidos como batalla de Shanggao. En mayo lograron expulsar a las fuerzas chinas apostadas en las desiertas montañas Zhongtiao, al norte del río Amarillo, al sur de la provincia de Shanxi, pero no aniquilarlas como se habían propuesto. Las unidades gubernamentales, que bloqueaban los centros comunistas de la provincia, cruzaron el río Amarillo para evitar a las unidades niponas.
El 18 de septiembre, los japoneses desencadenaron un nuevo asalto contra la capital de Hunan, Changsha. El objetivo nipón no se reducía a la toma de la ciudad, sino que también incluía el debilitamiento de las reconstituidas divisiones chinas del sector, unas treinta, reorganizadas tras dos años de escasos combates en la zona. Algunas unidades japonesas llegaron a penetrar en la ciudad, pero fueron exterminadas; el mal tiempo y la falta de carreteras impidió que en la batalla pudiesen participar la artillería pesada y los tanques de los atacantes. Los chinos lograron defender Changsha de la nueva acometida enemiga a finales de septiembre. Por el contrario, el intento chino de aprovechar la concentración japonesa en Changsha para retomar Yichang fracasó por la llegada de refuerzos japoneses que desbarataron la operación. Aunque los japoneses conquistaron el estratégico nudo ferroviario de Zhengzhou en octubre y amenazaron Xi'an, centro de recepción de la ayuda militar soviética, finalmente se replegaron. En conjunto, los japoneses no lograron avances destacables de las campañas de 1941 ni lograron la rendición del enemigo.

### Actividad comunista y ruptura del frente unido
Hasta la caída de Wuhan en octubre de 1938, la cooperación entre nacionalistas y comunistas fue relativamente estrecha, pero a partir de entonces las relaciones empeoraron de nuevo, el Gobierno comenzó a aplicar ciertas restricciones a la actividad de estos y se produjeron incluso escaramuzas en distintas provincias.
En el norte, los comunistas también sufrían el hostigamiento continuo de los japoneses, que desencadenaron contra ellos la gran ofensiva de los «tres todos» —por el lema de la campaña: «matar todo, quemar todo y destruir todo»—. La campaña fue la reacción japonesa a la ofensiva comunista de los «cien regimientos», ordenada por los mandos comunistas en Hubei y Shanxi para mantener la guerra con Japón y evitar una posible paz entre Chongqing y Tokio basada en la lucha contra ellos y que se libró entre agosto y diciembre de 1940. La gran operación desbarató temporalmente el tráfico ferroviario japonés y parte de las defensas que los japoneses habían construido en Shanxi para protegerse de los guerrilleros. La población de la región afectada por las operaciones japonesas pasó de cuarenta a veinticinco millones de personas. Las fuerzas comunistas quedaron diezmadas por las dos campañas. Los intentos de eliminación japoneses, sin embargo, fracasaron, pero en seis meses habían recuperado las posiciones perdidas.
Chiang tampoco apreció la reactivación de los combates en ese sector y el consiguiente despliegue del 4.º Ejército (comunista) al sur del Yangtsé. Tras ordenar su retirada a la orilla norte del río, lo atacó en enero de 1941, lo que puso fin a la alianza entre nacionalistas y comunistas. La mayoría del ejército —formado principalmente por los restos de tropas comunistas que habían permanecido al sur del gran río en el periodo de la Larga Marcha— se había negado a abandonar sus posiciones y dirigirse al norte, a una zona afectada por las inundaciones, como le había ordenado el Gobierno —que, por su parte, había rechazado las peticiones de uniformes, municiones y fondos para realizar el traslado—, terminó luchando con fuerzas del Kuomintang y siendo desbandado. Pese a ello, el grueso de sus unidades permaneció en Anhui y Jiangsu hasta el final de la guerra.
Las derrotas comunistas de 1940 y 1941 hicieron que los mandos de estos decidiesen conservar sus mejores unidades y no enfrentarse con los japoneses, como hacía también el Gobierno de Chongqing con las suyas desde la derrota de Wuhan. La tirantez en las relaciones entre nacionalistas y comunistas y sus intentos de extender sus zonas a costa del adversario favorecieron a los japoneses. Parte de las mejores unidades gubernamentales chinas se dispusieron no para combatir a los japoneses, sino para bloquear las regiones dominadas por los rivales comunistas.
La intensa actividad guerrillera de los comunistas, mayor que la de las unidades afines al Gobierno, les permitió extenderse por distintas zonas del país, sobre todo en el norte, y multiplicar sus fuerzas: si en 1937 contaban con unos ochenta mil soldados, en 1945 habían alcanzado los novecientos mil y contaban además con unos dos millones doscientos mil milicianos. La población de los territorios que controlaban pasó de un millón doscientos mil en 1937 a noventa millones en 1945. De dominar una parte paupérrima de Shanxi pasaron a contar con unos diecinueve territorios por todo el norte de China a final de la guerra. La mezcla de nacionalismo y reformas sociales robusteció extraordinariamente al partido, que a finales de la contienda contaba ya con un millón doscientos mil afiliados. Para el campesinado, la principal diferencia entre los nacionalistas y los comunistas, que benefició a estos últimos, fue el trato que de ellos recibían: por primera vez, los militares, tradicional azote del labrador, trataban con relativo miramiento a los civiles. Las tropas comunistas no solo emprendieron una serie de reformas sociales bien recibidas por los campesinos, sino que dieron una imagen de disciplina y cercanía inauditas. Al ganarse las simpatías de gran parte de la población rural, los comunistas obtuvieron una importante ventaja para la posterior guerra civil china.

## Cambio del curso de la guerra

### Relaciones de China con sus nuevos aliados
El efecto inmediato del ataque a Pearl Harbor fue la invasión japonesa de las concesiones internacionales en China. Las de Shanghái fueron ocupadas el mismo 8 de diciembre. En Hong Kong, los británicos resistieron encarnizadamente hasta el 25 de diciembre cuando, reducidos a algunos lugares de la isla homónima, se rindieron. La rendición desencadenó la huida del enclave de cerca de un millón de chinos en condiciones abominables.
La entrada de los Estados Unidos en la Segunda Guerra Mundial a finales de 1941 frenó el avance japonés en China. Al igual que en China, la esperanza japonesa de una victoria rápida sobre los Estados Unidos no se concretó, y la llegada al océano Pacífico de tropas estadounidenses convirtió a la guerra con China en una carga para Japón. Si bien la presencia de tropas japonesas en China limitó el alcance de los bombardeos estadounidenses, se tuvo que mantener una gran guarnición de soldados para controlar a la incontable población china, soldados que sin ninguna duda hubieran sido de ayuda en Birmania o Guadalcanal.
Para estrechar la alianza sino-estadounidense, Chiang permitió que los estadounidenses enviasen un general para servir como jefe de Estado Mayor del Ejército chino, nombramiento que recayó en el teniente general Joseph Stilwell, con experiencia en el país, pero que mantuvo pésimas relaciones con Chiang. Este encabezó a partir de entonces un nuevo frente aliado, que incluía tanto el chino como partes del de Tailandia e Indochina. Stilwell era además de jefe de Estado Mayor de Chiang, representante del Ejército estadounidense en China y supervisor de la ayuda concedida mediante el programa de Préstamo y Arriendo. China además declaró por fin la guerra a Japón, Alemania e Italia.
Antes de entrar en guerra, los Estados Unidos ya habían entregado al capitán Claire Chennault, retirado de la fuerza aérea estadounidense y principal asesor en este aspecto de Chiang, un centenar de Curtiss P-40 Warhawk que los británicos habían rechazado por vetustos y habían permitido que Chennault contratase pilotos voluntarios —llamados los Tigres Voladores— para combatir en China. Los primeros llegaron clandestinamente al país en septiembre de 1941. La fuerza de Chennault, pese a la escasez de aviones, participó en la campaña de Birmania, en varias batallas en China y hundió unas cincuenta mil toneladas de barcos japoneses durante 1942. Con la entrada en la guerra de los Estados Unidos, los recursos asignados al grupo de Chennault aumentaron. Estadounidenses eran también los pilotos de la ruta de abastecimiento que sobrevolaba el Himalaya para llevar material desde la India a China, principal vía de transporte de la ayuda estadounidense.
De inmediato, el Gobierno de Washington concedió además un nuevo crédito de quinientos millones de dólares al chino. La enorme inflación, que devaluó rápidamente el yuan frente al dólar, permitió al Gobierno chino obtener enormes beneficios del crédito, otorgado a un cambio fijo y pronto irreal. La relación fue mucho más tibia con los británicos, de los que Chiang sospechaba que daban prioridad a sus intereses imperiales en Asia.

### Derrota en la campaña de Birmania

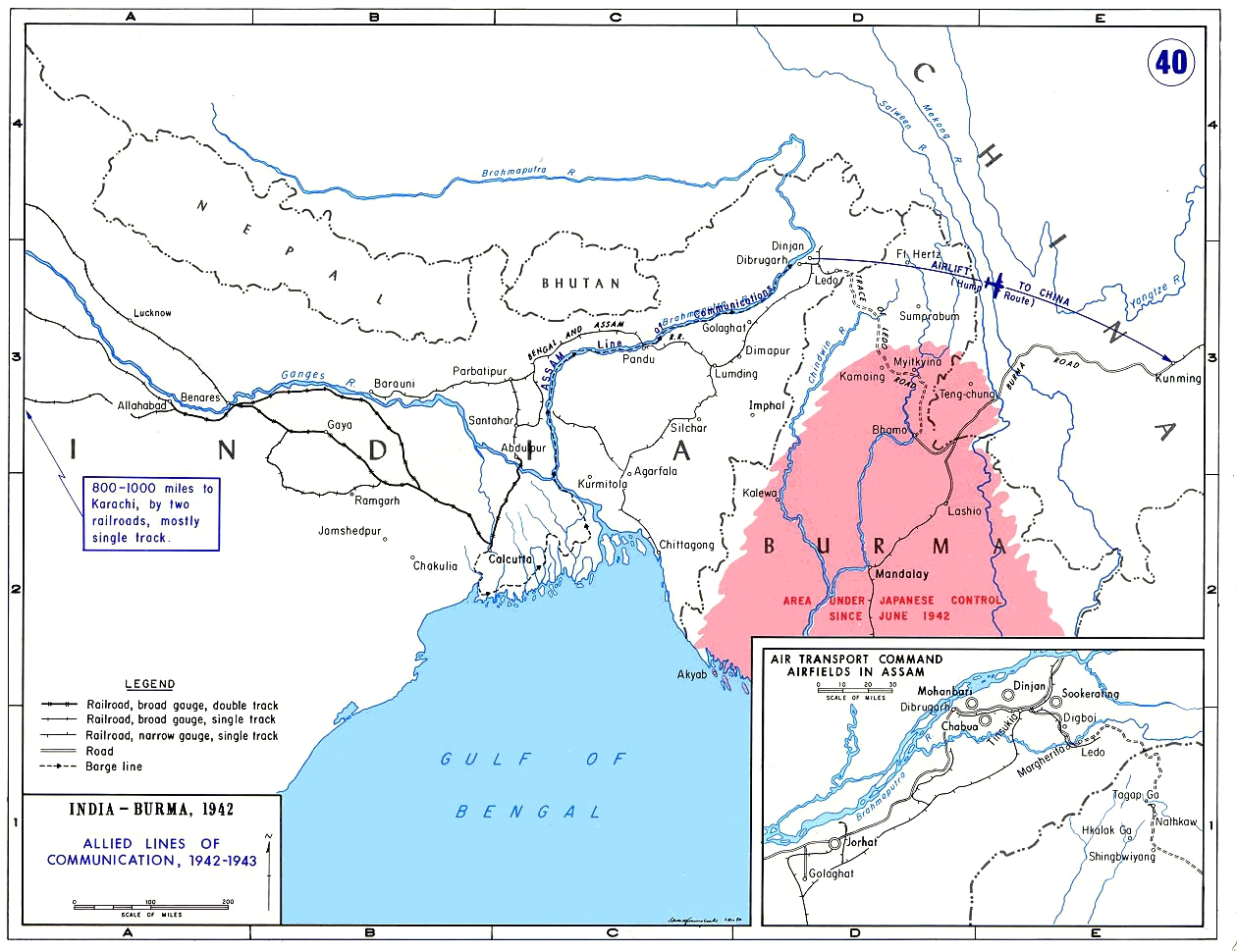
La ruta de abastecimiento aéreo desde la India y la Carretera de Ledo, dos complejas vías de suministro para el Gobierno chino desde territorios aliados. El establecimiento de las dos se aprobó a principios de 1942 como remedio a la invasión japonesa de Birmania.

Pese a esto, los chinos organizaron la fuerza expedicionaria que estos habían solicitado para proteger el norte de Birmania de posibles penetraciones japonesas desde Tailandia e Indochina, fuerza que quedó al mando de Stilwell. Entre marzo y mayo de 1942, los soldados chinos combatieron junto a los británicos en Birmania y en algunos casos se distinguieron, pero no pudieron evitar el avance japonés. En junio, con Birmania en poder de los japoneses, las tropas chinas se dividieron en dos: la mayoría se retiró a Yunnan, mientras que el resto pasó a la India para reagruparse. Stilwell, en un gesto que indicaba su capacidad de mando de unidades pequeñas e incapacidad para dirigir un frente, decidió retirarse a pie a la India con sus hombres, de manera que las fuerzas chinas perdieron a su jefe durante las tres semanas que duró la caminata. A costa de mil doscientos muertos y tres mil heridos, los japoneses habían logrado apoderarse de Birmania y cortar una línea más de suministros a los chinos. Estos perdieron además dos importantes ejércitos en la campaña, de entre los mejores con los que contaba el Gobierno, un tercio de la reserva estratégica gubernamental.
A mediados de 1940, los chinos ya se habían recuperado de la ofensiva invernal, y atacaron con éxito Zaoyang y Yichang. El año siguiente los chinos recuperaron Henan y Shanggao. En tanto que los japoneses lanzaron una ofensiva en el sur de Shanxi y recuperaron Changsha, cuando los japoneses intentaron recuperarla en 1942, 300 000 chinos los rechazaron. Tras esto los chinos tomaron Zhejiang y Chiangxi con 300 000 hombres, lo mismo pasó con la provincia de Hubei y en Changde.

### Abastecimiento desde la India
A comienzos de 1942, se decidió comenzar el abastecimiento de China por aire desde la India y construir al tiempo una nueva carretera, la Carretera de Ledo, para evitar que los previsibles avances japoneses en Birmania cortasen el suministro a China desde esta dirección. Las dificultades técnicas de los dos proyectos, que requerían sobrevolar el Himalaya y abrirse camino por las intrincadas selvas del norte de Birmania, eran enormes, pero se consideraron labores prioritarias.
Los estadounidenses, sin embargo, fueron incapaces de enviar el material prometido al Gobierno chino, tanto por la precedencia que otorgaron al abastecimiento de los británicos como por la dificultad de las vías de suministro. En junio de 1942, Chiang presentó un ultimátum tras perder parte de su armamento, desviado por los estadounidenses a Oriente Próximo para sostener a los británicos, que acababan de sufrir una grave derrota en Tobruk. La distribución de los suministros estadounidenses del programa de préstamo y arriendo, además, dependía de Stilwell, no de los chinos, situación que disgustaba a estos.

### Victoria china en Changsha y japonesa en Zhejiang
En diciembre de 1941, tras el ataque a Pearl Harbor, los japoneses realizaron un nuevo intento de conquista de Changsha —el tercero—, en parte para estorbar los intentos chinos de auxiliar a los británicos en Hong Kong y Birmania. Unos setenta mil soldados marcharon hacia la ciudad desde el norte. Aunque alcanzaron la ciudad el 31 de diciembre, los defensores repelieron los asaltos nipones y comenzaron a rodear al enemigo, que el 4 de enero de 1942 optó por retirarse, tras haber sufrido grandes pérdidas.
En marzo los japoneses comenzaron una nueva ofensiva en Hunan-Hubei, en dirección a Yichang, a lo largo del Yangtsé. Para proteger la capital, los mandos chinos enviaron a este sector varias unidades de las fuerzas que se preparaban para combatir en Birmania.
En abril de 1942, tras los primeros bombardeos estadounidenses de Japón, los nipones emprendieron una dura campaña en Zhejiang, el principal destino de los aviones americanos. En tres meses, cien mil soldados japoneses apoyados por la fuerza aérea mataron a un cuarto de millón de chinos, civiles y militares, en la campaña que llevaron a cabo en la provincia contra los lugares que habían acogido a los pilotos estadounidenses. Aunque los japoneses se apoderaron de importantes vías férreas en los meses siguientes que les permitieron efímeramente controlar la comunicación ferroviaria de Tokio a Singapur, a principios de agosto los contraataques chinos les permitieron a estos recuperar las bases aéreas empleadas por los bombarderos estadounidenses y varias ciudades.
Mientras, en la primavera de 1942, los mandos japoneses propusieron un plan para acabar con la guerra mediante una campaña definitiva contra Sichuan, para lo que esperaban poder transportar a la zona dieciséis nuevas divisiones venidas de Japón, Manchuria y el sureste asiático. Las derrotas que sufrieron en el Pacífico en los meses posteriores les obligaron primero a retrasar la operación —en septiembre— y luego a abandonarla —en noviembre, tras la derrota en la batalla de Guadalcanal—. Para entonces, sin embargo, la gran mayoría de los combates con los japoneses en el norte de China los libraban los comunistas, no las fuerzas del Kuomintang.
En la primavera de 1943, el Ejército de China Septentrional (japonés), atacó a dos ejércitos chinos, uno nacionalista y otro comunista, en la zona fronteriza entre Shanxi y Hebei. Los nacionalistas, vencidos, tuvieron que retirarse al sur del Yangtsé, no sin antes acusar a los comunistas de sabotear sus maniobras —acusación que también les hicieron los comunistas a ellos—. En los meses siguientes, los japoneses acometieron a otro ejército nacionalista algo más al sur, al que cercaron el 8 de julio; según su comandante, los japoneses, más numerosos, contaron con la pasividad de los comunistas para aniquilar a sus fuerzas.
Pese a la desmoralización de las fuerzas gubernamentales chinas, estas lograron desbaratar la ofensiva nipona en el alto Yangtsé que tuvo lugar en mayo y junio: tras cierto avance japonés, el contraataque chino recuperó las posiciones perdidas. Por entonces, un coronel del Estado Mayor de las fuerzas expedicionarias japoneses en China calculaba que el enemigo contaba con alrededor de un millón novecientos mil soldados, más de tres veces el tamaño de los ejércitos nipones destinados en China.
En octubre Stilwell, con escaso apoyo de Chiang y ninguno los británicos, penetró con sus fuerzas en Birmania desde la India, aunque su avance fue muy lento. Para evitar que le llegasen refuerzos desde China, los japoneses emprendieron una nueva ofensiva con unos cien mil hombres en Hunan y Hubei, que se conoce como batalla de Changde, a comienzos de noviembre. Las fuerzas japonesas, incapaces de avanzar en la zona de Yichang, convergieron en Changde, que tomaron a finales de mes tras encarnizados combates. Los socorros chinos, sin embargo, recuperaron la ciudad pocos días más tarde; a finales de diciembre, cada bando había vuelto a las posiciones que ocupaba antes de la campaña.
A finales de noviembre de 1943, Chiang asistió a la Conferencia de El Cairo, lo que, entre otros acontecimientos, confirmó a China como una de las cuatro principales potencias aliadas, si bien la menor de ellas. Los Aliados se comprometieron a que, tras la guerra, China obtuviese Manchuria, Formosa y las islas Pescadores. Un año antes, estadounidenses y británicos habían renunciado a los derechos de extraterritorialidad y a las concesiones en China. La situación del Gobierno chino, a pesar del respaldo aliado, era mala. Los japoneses mantenían la iniciativa en el frente, alrededor de medio millón de soldados chinos se habían pasado a las filas de los ejércitos de los Gobiernos títeres projaponeses y la situación financiera empeoraba por la enorme inflación, fomentada por el enemigo.

### Avances aliados en Birmania y japoneses en China
El lento avance aliado en la campaña de Birmania permitió por fin reabrir la ruta terrestre de abastecimiento hacia Yunnan, a pesar de la denodada resistencia japonesa. El 4 de febrero de 1945, el primer convoy de abastecimiento llegó por las carreteras birmanas a Kunming, tras la dura campaña de los meses anteriores que permitió expulsar a los japoneses del norte de la región.
Pero no fue hasta 1944 cuando los mandatarios japoneses mostraron interés en China de nuevo. Debido a la presencia de bases aéreas estadounidenses en China desde las que se bombardeaba territorio nipón, Japón lanzó la Operación Ichi Go con unos efectivos de medio millón de soldados, entre setenta y cien mil caballos, ochocientos tanques y entre doce y quince mil vehículos de diverso tipo. Además de eliminar las bases enemigas, la operación tenía como fin formar un enlace terrestre entre las fuerzas del norte y la guarnición japonesa en la Indochina francesa y Cantón. El ataque comenzó con el cruce del Yangtsé y la penetración en Henan, donde los japoneses derrotaron a trescientos mil chinos, a los que infligieron considerables bajas. Las treinta y cuatro divisiones chinas no pudieron detener el avance enemigo.
A continuación, los japoneses avanzaron hacia Hunan desde Wuhan; la defensa del sector quedó en manos del general cantonés Xue Yue, al que Chiang se negó a enviar armamento. Stilwell también se negó a enviar más material a los defensores, a pesar de las peticiones de Chennault, que creía poder detener a los japoneses si lo obtenía. Esta segunda fase de la operación japonesa comenzó en junio y el 18 del mes había alcanzado Changsha, que cayó en manos niponas. Cuando los japoneses detuvieron temporalmente su avance a mediados de julio, los chinos prepararon un contraataque en torno a Hengyang; contaban con cuatro veces más soldados que los japoneses y superioridad aérea, pero con armamento insuficiente para penetrar las líneas enemigas. Faltos de apoyo —Stilwell se negó a enviar armamento y abastos, que creía serían un despilfarro de material—, los defensores chinos de la ciudad la perdieron el 8 de agosto. Para entonces, la ofensiva nipona había desbaratado la mitad de las divisiones chinas en Hunan, unidades de calidad. Stilwell decidió concentrarse en la campaña de recuperación de Birmania y dejar que los defensores chinos de la ciudad sucumbiesen a la acometida japonesa, que probablemente hubiese triunfado en cualquier caso dada la capacidad de estos de reunir fuerzas suficientes para conquistarla. Perdió, sin embargo, una oportunidad de desgastar a las fuerzas enemigas y allanó el avance posterior de estas.
Tras un mes de descanso, los japoneses retomaron el avance hacia el sur y penetraron en Guangxi, donde los chinos apenas pudieron reunir unos sesenta o setenta mil hombres para hacerles frente. En la ciudad de Guilin, donde se ubicaba una estratégica base aérea estadounidense, se desató el pánico por la llegada de los japoneses. El movimiento de pinza nipón se cerró en la ciudad de Liuzhou a mediados de noviembre. Los japoneses finalmente pusieron fin a la ofensiva tras incendiar y abandonar la capital de Guangxi, Nanning y de alcanzar las montañas de Sichuán en el oeste. No deseaban ni continuarla durante el invierno, ni tener que combatir en las montañas. La operación fue un éxito, pero las bases estadounidenses fueron trasladadas a las recién capturadas islas Marianas, y los bombardeos sobre Japón continuaron. Como consecuencia de la operación enemiga, el Gobierno chino perdió el control de ocho provincias, el acceso al mar, medio millón de soldados y cien millones de personas. Gran parte de las bases aéreas estadounidenses fueron desmanteladas.
Entre mayo y junio de 1945, sin embargo, los chinos recuperaron varias de las más importantes posiciones perdidas durante la Operación Ichi-Go en Guangxi, como la capital provincial, Nanning, que retomaron en mayo, o Pinyang, Liuzhou o Longzhou, que estaban de nuevo en sus manos a finales de junio.

### Últimas ofensivas japonesas
Los últimos combates destacables de los meses finales de la guerra se libraron en Henan-Hubei y en Hunan. En el primer sector, los japoneses desencadenaron un ataque contra la base aérea de Laohekou, que chinos y estadounidenses empleaban para bombardear objetivos en los territorios ocupados en el centro y norte de China. Los japoneses llegaron a tomar la base en abril, pero pocos días más tarde los chinos la recuperaron. A finales de abril, las posiciones de los dos bandos eran las mismas que al comienzo de la ofensiva, en marzo.
La última campaña relevante se libró en Hunan occidental, donde los japoneses trataron de arrebatar a los chinos la base de Zhijiang. La ofensiva empezó en abril y, tras algunos avances bastante rápidos de los ochenta mil soldados nipones, en junio las posiciones volvían a ser las del comienzo. Los japoneses, hostigados por la aviación enemiga y rechazados por unidades chinas de calidad, no alcanzaron el objetivo.

## Fin de la guerra

### Preparativos aliados para la invasión de Japón
Los Aliados prepararon la conquista de Japón tras la victoria en Europa, sellada el 8 de mayo de 1945 con la rendición de la Alemania Nazi. El plan aliado consistía en un desembarco en dos fases en las islas japonesas que no emplearía el territorio chino para las operaciones, sino la isla japonesa de Okinawa, ya en su poder. La primera fase, la Operación Olympic, se planeó para el 1 de noviembre y se asignaron a ella doce divisiones; a la segunda, la Operación Coronet, veinticinco. Los soviéticos debían impedir la llegada de refuerzos desde Manchuria invadiendo la región. Los mandos estadounidenses sostenían que la campaña sería dura y no lograrían sojuzgar Japón en menos de quince meses. En junio, los japoneses comenzaron a retirarse de los territorios chinos conquistados durante la larga campaña de 1944 y concentraron sus fuerzas en la costa y en el norte del país, no sin antes arrasar algunas de las ciudades que evacuaron.
También durante la primavera de 1945, China había obtenido concesiones diplomáticas de sus aliados: se le otorgó el derecho de veto en la nueva Organización de las Naciones Unidas, señal de que ya para entonces, se la consideraba una de las grandes potencias mundiales.

### Inesperada rendición japonesa

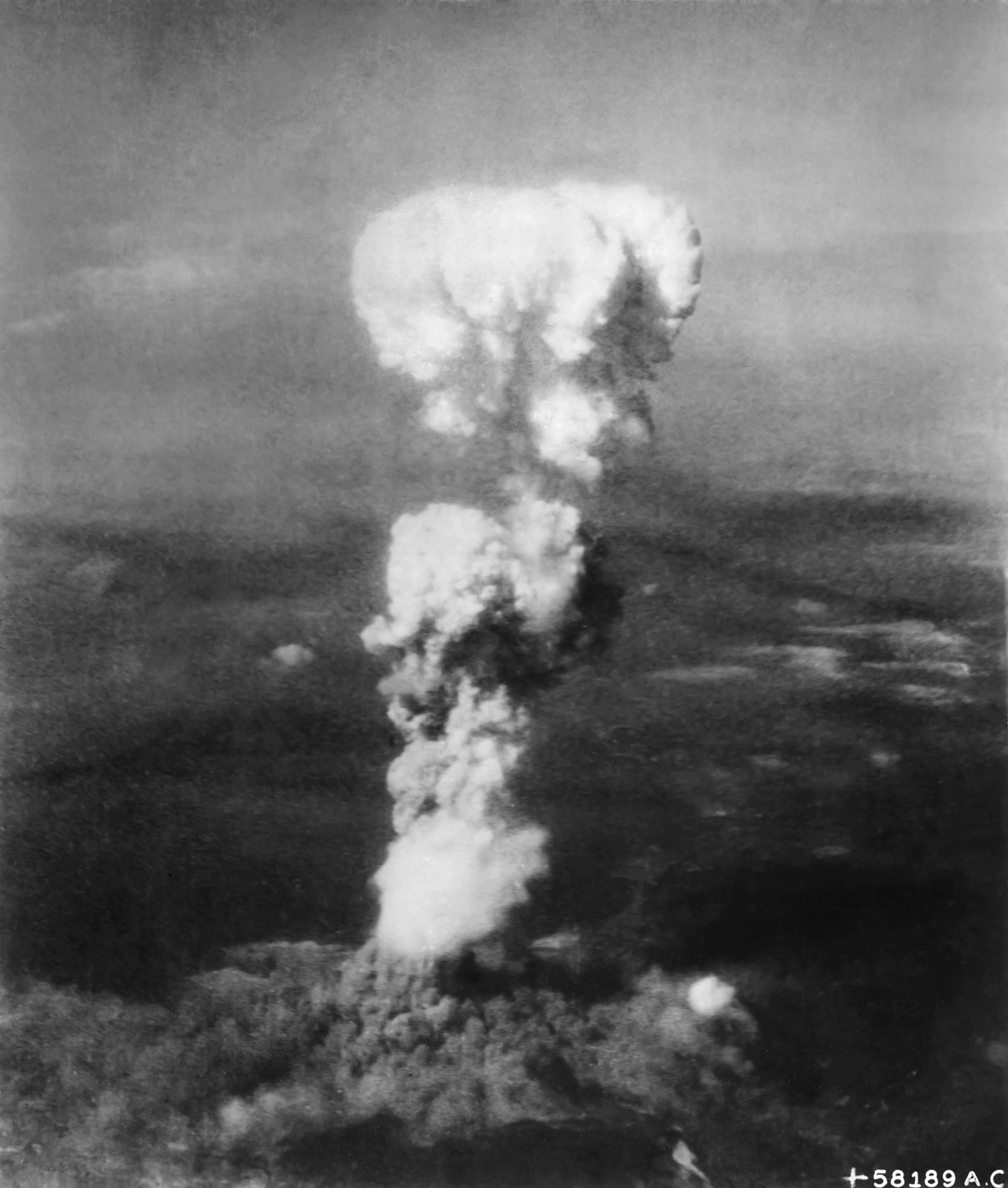
Nube de humo originada por el bombardeo atómico de Hirosima del 6 de agosto de 1945. Este y el de Nagasaki, acaecido tres días después, precipitaron la rendición del Japón.

La rendición de Alemania en mayo de 1945 selló finalmente el destino de Japón, ya que permitió al Ejército Rojo soviético intervenir en Manchuria el 8 de agosto de ese año, dos días después de que la bomba atómica fuese lanzada por los Estados Unidos sobre la ciudad japonesa de Hiroshima y un día antes de que otra bomba fuese lanzada sobre Nagasaki. Estos hechos forzarían la rendición japonesa y su retirada de Asia continental. El mismo día del bombardeo nuclear de Nagasaki, los soviéticos declararon la guerra a Japón, que se rindió incondicionalmente al día siguiente, 10 de agosto de 1945. Meses antes, en febrero, el Gobierno chino había prometido al soviético que podría emplear la base naval de Dalian y recuperaría el control del Ferrocarril Transmanchuriano.
La guerra concluyó casi un año antes de lo que se preveía. Por entonces Japón aún controlaba los amplios territorios que habían conquistado al comienzo de la contienda y mantenía un millón de soldados en China. La rendición de las fuerzas japonesas destacadas en China —más de un millón doscientos mil soldados— tuvo lugar en septiembre, en presencia del representante chino, el general He Yingqin, jefe supremo de los ejércitos chinos.

### Consecuencias
La guerra, que había durado más de ocho años, causó una enorme destrucción y unos veinte millones de muertos, la gran mayoría, civiles. Los ejércitos gubernamentales chinos quizá perdieron un millón de soldados. China se hallaba arrasada por la larga contienda.
Extensas zonas rurales quedaron dominadas por los comunistas, en especial en el norte del país. Otras estaban en poder de unidades militares a menudo ligadas a los desaparecidos Gobiernos títeres chinos. El Gobierno nacionalista, deseoso de recuperar el control del mayor territorio posible, de que este no cayese en manos de los rivales comunistas y de aumentar sus fuerzas, aceptó en general la inclusión en el Ejército de estas unidades. Aunque algunas de estas se integraron en el ejército comunista, el grueso engrosó las filas del Gobierno del Kuomintang. A diferencia de los mandos militares filojaponeses, que no sufrieron en general castigo alguno de los vencedores, los políticos que habían colaborado con los nipones sí sufrieron duras represalias, primordialmente porque no resultaban necesarios en la posguerra, en contraste con los militares.
Tanto nacionalistas como comunistas se apresuraron a apoderarse de todo el territorio y armamento posibles, señal de la rivalidad entre los dos grupos que más tarde se tornaría en guerra civil.

### Hechos posteriores
El final de la guerra supuso la salida definitiva de Japón del territorio chino. Todo el territorio ocupado, así como Manchuria y Taiwán, volvieron a estar bajo soberanía nominal china, y Chiang Kai-shek restableció el gobierno de Nankín. Sin embargo, las fuerzas comunistas de Yan'an, muy fortalecidas por los años de guerra y por la intervención soviética en Manchuria, aumentaron su influencia sobre numerosas zonas de la China rural. La salida de los japoneses dio paso a una guerra civil abierta entre el KMT de Chiang Kai-shek y los comunistas de Mao Zedong.
Corea dejó de ser japonesa y se dividió en dos partes: Corea del Norte, la parte apoyada por los soviéticos y Corea del Sur apoyada por Estados Unidos. La escalada de tensión entre ambas degeneró en una guerra abierta cuando Corea del Norte invadió Corea del Sur el 25 de junio de 1950, comenzando la guerra de Corea, que supuso el primer conflicto armado de la Guerra Fría.